# Blockchain

Représentation d'une chaîne de blocs. La chaîne principale (en noir) est composée de la plus longue suite de blocs après le bloc initial (vert). Les blocs orphelins sont représentés en violet.

Une blockchain, ou chaîne de blocs en français,, est une technologie numérique de stockage et de transmission d'informations sans autorité centrale, mise au point pour le système Bitcoin puis élargie à d'autres usages.
Techniquement, c'est une base de données distribuée, dont les informations envoyées par les utilisateurs et les liens internes à la base sont vérifiés, puis groupés à intervalles de temps réguliers en « blocs », lesquels forment ainsi une chaîne de plus en plus longue. L'ensemble est sécurisé par cryptographie. Par extension, une chaîne de blocs est une base de données distribuée qui gère une liste d'enregistrements théoriquement protégés contre la falsification ou la modification par les nœuds de stockage ; c'est donc un registre distribué et sécurisé de toutes les transactions effectuées depuis le démarrage du système réparti.
Il existe une analogie avec le réseau Internet, car dans les deux cas les technologies emploient des protocoles informatiques liés à une infrastructure décentralisée. Internet permet de transférer des paquets de données d'un serveur « sûr » à des clients distants (à charge, pour les destinataires, de vérifier l'intégrité des données transmises), alors qu'une blockchain permet à la « confiance » de s'établir entre des agents distincts du système. Avec la technologie blockchain, le « tiers de confiance » devient le système lui-même : chaque élément réparti de la blockchain contient les éléments nécessaires pour garantir l'intégrité des données échangées (par un algorithme cryptographique).

## Concepts et définitions
Une blockchain est une technologie informatique enregistrant des transactions — de manière partagée, distribuée ou répartie —, représentant comme un grand livre distribué (bien que des grands livres distribués puissent reposer sur d'autres technologies).
La blockchain ouverte se différencie de la technologie traditionnelle des bases de données : au lieu d'une unique base gérée par un unique propriétaire qui partage les données, dans le réseau blockchain les participants au réseau ont leur propre copie de la base : l'information est disséminée à divers participants,
consensus
Un algorithme de consensus sécurisé peut assurer un accord unanime sur le contenu correct des données, assurer la conformité des copies des données convenues et assurer l'absence ultérieure de tricherie par altération des données. Cela permet à nombre de personnes ou d'entités — collaborateurs ou concurrents — de convenir d'un consensus sur des informations et d'enregistrer de manière immuable ce consensus de la vérité. Pour cette raison, la blockchain a été décrite comme une « infrastructure de confiance »,.[réf. souhaitée]

### Normalisation ISO
Le terme est largement utilisé au point d'être parfois vidé de sa substance.
Pour éviter cela, des standards sont définis.
- ISO 22739:2020 : Chaîne de blocs et technologies de registres distribués — Vocabulaire (Blockchain and distributed ledger technologies — Vocabulary)
- ISO/TR 23244:2020 : Blockchain and distributed ledger technologies — Privacy and personally identifiable information protection considerations
- ISO/TR 23455:2019 : Blockchain and distributed ledger technologies — Overview of and interactions between smart contracts in blockchain and distributed ledger technology systems
- ISO/TR 23576:2020 : Blockchain and distributed ledger technologies — Security management of digital asset custodians

« §3.6 blockchain: distributed ledger (3.22) with confirmed blocks (3.9) organized in an append-only, sequential chain using cryptographic links (3.16) »
— ISO 22739:2020
        
« §3.6 chaîne de blocs : registre distribué (3.22) avec des blocs confirmés (3.9) organisés en chaîne séquentielle incrémentale utilisant des liens cryptographiques (3.16) »
La norme ISO définit par ailleurs 84 termes de vocabulaire.
Les smart contracts reposent sur des métadonnées fiables : identifiants, répartitions, ayants droit. Or, ces données sont souvent incomplètes ou incompatibles.
Des projets comme Blokur ou Exit Valley cherchent à harmoniser ces informations. Mais les plateformes utilisent encore des formats différents, ce qui complique les échanges.
Les STS montrent que le problème est sociotechnique : il faut des normes partagées et l’accord de tous les acteurs, pas seulement de bons outils techniques.

### Terminologie
La banque de France distingue deux types de chaînes de blocs (ou blockchain):
- sont appelées « blockchains publiques » les chaînes de blocs accessibles depuis l'Internet comme Bitcoin ou Ethereum ;
- sont appelées « blockchains privées » ou « permissionnées » les chaînes de blocs réservées à certains utilisateurs par un contrôle d'accès centralisé.

Selon le Sénat français, l'utilisation des termes « public » et « privé » dans ce contexte relève d'un piège sémantique :

« La distinction blockchains publiques/ blockchains privées ne repose pas sur une distinction entre blockchains de personnes publiques (États, collectivités…) et blockchains de personnes privées (entreprises, ONG…), mais sur le caractère ouvert ou fermé de la blockchain, les protocoles de chaînes de blocs pouvant être distingués selon qu'ils sont ouverts à l'écriture et à la lecture sans restriction ou que l'une ou l'autre de ces opérations est soumise à l'acceptation d'un tiers. Cette distinction peut aussi résulter de l'utilisation ou non d'une cryptomonnaie comme méthode d'incitation. On parlera alors de blockchains ouvertes (permissionless) ou fermées (permissioned) ou encore de blockchains publiques ou privées. »

— Sénat français,
Le norme ISO 22739:2020(fr) sur les technologies de chaîne de blocs et de registre distribué définit notamment les éléments de vocabulaire « avec permission » et « sans permission ».

## Histoire

### Travaux antérieurs
La première étude sur les chaînes de blocs cryptographiquement sécurisées a été décrite en 1991 par Haber (en) et Stornetta (en). Ils voulaient mettre en application un système où les documents horodatés ne pourraient pas être falsifiés ou antidatés. En 1992, Bayer (en), Haber et Stornetta ont incorporé le concept d'arbre de Merkle au système, ce qui a amélioré son efficacité en permettant à plusieurs documents d'être assemblés en un seul bloc.
Selon le chercheur Ittai Abraham, le premier système de certification décentralisé est celui de la société Surety, qui publie chaque semaine depuis 1995 un certificat cryptographique de sa base de données dans la rubrique « Annonces et objets trouvés » de The New York Times.
La première chaîne de blocs appliquée à une crypto-monnaie a été conceptualisée par une personne (ou une équipe) connue sous le nom de Satoshi Nakamoto en 2008. Elle a été implémentée l'année suivante par Nakamoto en tant que composant principal du bitcoin, où elle sert de registre public à toutes les transactions sur le réseau.

### Émergence
Depuis lors, beaucoup de monnaies virtuelles et de cryptomonnaies utilisent les chaînes de blocs pour leur sécurité. Les transactions sur une chaîne de blocs sont pratiquement impossibles à annuler parce que les chaînes de blocs sont résistantes aux changements.
Après 2008, la blockchain et les cryptomonnaies qui en dépendent — sans banque centrale de monnaie légale et sans territoire défini d'échangeabilité — ont souvent été présentées comme une source presque miraculeuse d'enrichissement, suscitant l'intérêt de la bourse alors plongée dans le marasme de la crise de 2008. De nombreuses entreprises se sont alors rebaptisées en intégrant le mot « blockchain » ou « bitcoin » dans leur nouveau nom (procédure illégale dans certains pays, dont les États-Unis car pouvant s'apparenter à de la désinformation et à de la publicité mensongère). Une étude, publiée dans Economics Letters en août 2019, a montré que ces entreprises y gagnent significativement en notoriété ou valeur durant deux mois, mais que cet effet s'estompe et s'inverse ensuite en effet négatif (dans les cinq mois après le changement). Les auteurs invitent les investisseurs à être prudents à l'égard d'entreprises changeant de nom avant d'investir réellement dans la blockchain, ces changements de nom, de façade, étant généralement uniquement destinés à profiter de « l'hystérie entourant la hausse des prix du bitcoin ».
Aux États-Unis, de nombreuses sociétés ont été citées à comparaître devant la Securities and Exchange Commission (SEC) pour avoir inclus le terme « blockchain » dans leur nom en l'absence d'un lien clair avec le domaine. Ainsi la société Bioptix est devenue Riot Blockchain, qui est passée du domaine vétérinaire au service bancaire (le Minage de cryptomonnaie) de Bitcoin.
En 2023, des transactions enregistrées en blockchain sont utilisées pour réaliser des transactions financières (paiements et envois de fonds, prêts commerciaux...) sur les marchés des actions, de la gestion de patrimoine, et pour la première fois pour assurer des transferts de fonds d'une banque centrale (Banque d'Angleterre).
Des approches dites cross-chain ou multichain (c'est aussi le nom d'une cryptomonnaie : MULTI pour Multichain) émergent, pour permettre des transactions d'actifs (cryptomonnaies) et/ou d'informations, entre des blockchains distinctes (système cross-chain d'interopérabilité). Elles facilitent l'échange d'actifs et d'informations entre des blockchains distinctes, mais avec moins de sécurité.
On parle aussi de Plateforme Multichain (plateforme open source permettant de créer et déployer des blockchains privées pour des utilisations spécifiques avec contrôles d'accès, des actifs et des règles de consensus comme sur une blockchain unique, facilitant ainsi la création d'applications blockchain sans avoir à partir de rien. 
Le 14 Juillet 2023, Geist Finance (société créée pour prêter ou emprunter des cryptomonnaies) s'est déclaré en faillite car incapable de récupérer les cryptomonnaies de ses clients (équivalent de plus de 100 millions de dollars volés par un pirate ayant réussi à entrer dans le système Multichain et son module Chainlink, dans une blockchain de la Fondation Fantom (créée en 2018).

### Premières règlementations
Le développement des registres distribués et des crypto-actifs a conduit à une mise à jour de la réglementation. Par exemple, l'Union européenne s'est dotée de deux lois :
- Règlement (UE) 2022/858 du Parlement européen et du Conseil du 30 mai 2022 sur un régime pilote pour les infrastructures de marché reposant sur la technologie des registres distribués[30],
- Règlement (UE) 2023/1114 du Parlement européen et du Conseil du 31 mai 2023 sur les marchés de crypto-actifs[31].

### Émergence de la blockchain dans l’industrie musicale
La première moitié des années 2010 voit apparaître l’idée que la blockchain pourrait remédier à l’opacité des revenus du streaming musical. Publié en 2015, le rapport Fair Music du Berklee Institute for Creative Entrepreneurship décrit cette technologie comme un moyen d’enregistrer de manière immuable chaque utilisation d’une œuvre musicale et d’en distribuer automatiquement les revenus à leurs ayants droit. La même année, la chanteuse-productrice britannique Imogen Heap publie le single « Tiny Human » via la plate-forme expérimentale Mycelia ; le morceau est distribué au moyen d’un smart contract qui reverse instantanément les droits aux coauteurs et musiciens impliqués.
À partir de 2016, plusieurs acteurs du secteur s’intéressent à la technologie. Le service de streaming Spotify acquiert la start-up Mediachain en 2017 afin d’améliorer l’attribution et le suivi des métadonnées musicales. La même année, les sociétés d’auteurs ASCAP, PRS for Music et SACEM annoncent un partenariat avec IBM pour tester une base de données décentralisée des droits d’auteur. Les études en Science & Technology Studies (STS) interprètent cette chronologie comme la construction d’un imaginaire sociotechnique : la blockchain est présentée comme une « révolution » susceptible de rééquilibrer la chaîne de valeur au profit des créateurs,.

## Aspects

### Fiabilité
Les médias présentent souvent la blockchain, notamment utilisée en crypto-monnaies, comme immuable, impossible à pirater et anti-fraude.
Alors que dans les années 2020 certains suggèrent de remplacer tout ou partie des audits financiers (ou d'autres types d'audits) par des blockchains, une étude (2020) a voulu vérifier si dans les faits, le degré de sécurité des crypto-monnaies et des registres de blockchain est aussi élevé qu'on le dit généralement.
Les auteurs, Castonguay et Stein Smith, ont compilé et étudié la littérature existante sur les offres initiales de cryptomonnaie, les niveaux de sécurité, les vols et piratages de blockchains et de plateformes fondées sur la blockchain ou dans les portefeuilles de crypto-monnaies. Ils en ont conclu : « Contrairement à la presse populaire, nous constatons qu'en pratique, la blockchain et les crypto-monnaies sont plus sujettes aux malversations, à la fraude et à la manipulation qu'on ne le pense généralement. La sécurité et la confiance fournies par la blockchain en tant qu'outil technologique ne sont pas plus sûres que le code sous-jacent qui établit la blockchain et la valeur dérivée des cryptomonnaies n'est pas plus fiable que l'entité développant la crypto-monnaie. Ni l'un ni l'autre ne sont sans vulnérabilités. Le scepticisme et une diligence raisonnable appropriée doivent être maintenus pour toute entité cherchant à utiliser la technologie blockchain ou à investir dans les crypto-monnaies ».
En d'autres termes la fiabilité de la blockchain dépend largement de la méthode employée pour la sécuriser, elle n'est pas automatiquement immuable.
Selon une analyse du point de vue des professionnels de l'audit financier, fait à partir d'une revue de la littérature structurée, publiée en 2021 par l'universitaire américaine Carol Springer Sargent, « l'affirmation répandue selon laquelle la vérification consensuelle peut remplacer les états financiers ou leur audit requis » est fausse : dans les contextes d'audits, les données vérifiées et stockées dans la blockchain « sont considérablement en deçà des états financiers audités. »
En juin 2022, un rapport financé par la Defense Advanced Research Projects Agency (DARPA) américaine indique qu'une blockchain peut être en dépendance d'un seul acteur banque en ligne (une blockchain excessivement centralisée) qui exploite les faiblesses des propriétés de sécurité (faible qualité de la mise en oeuvre chez les autres acteurs bancaires).

#### Limites et controverses de la blockchain musicale
Même si elle fait rêver, la blockchain dans la musique n’est pas parfaite. D’abord, au lieu d’avoir un seul grand registre partagé, plusieurs plateformes concurrentes utilisent chacune leur propre système. En 2018, on comptait déjà 17 projets de ce type en Europe et en Amérique du Nord. Résultat : les informations sur les droits ne sont pas toujours compatibles, ce qui rend difficile la distribution automatique de l’argent aux artistes.
Ensuite, les données sont souvent incomplètes ou contradictoires. Pour régler ça, certaines entreprises, comme Blokur, ont été créées pour corriger les erreurs et harmoniser les informations. D’autres, comme Exit Valley, ont développé des systèmes de vérification collaborative entre artistes et plateformes, mais cela suppose une gouvernance active et parfois complexe. Ironiquement, ces solutions réintroduisent des intermédiaires alors que la blockchain promettait de s’en passer.
Enfin, des géants du secteur comme Spotify se sont emparés de la technologie. En 2017, Spotify a racheté la start-up Mediachain pour mieux gérer les royalties. Mais au lieu d’ouvrir le système à tous, la plateforme a intégré cette technologie dans son propre modèle, sans en changer les règles. Cela remet en question l’idée d’une musique plus équitable grâce à la blockchain.

### Enjeux sociaux

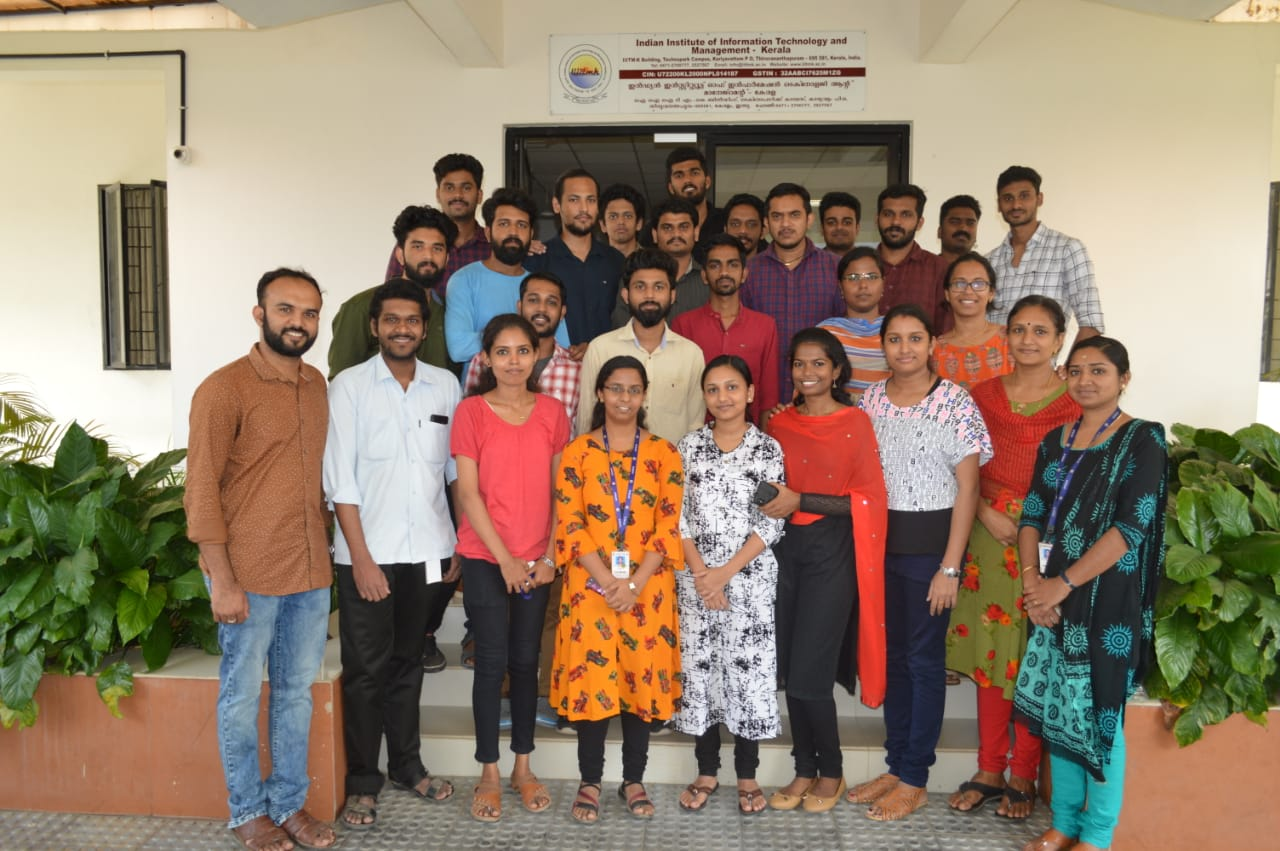
Plusieurs Blockchain Academy ont émergé en Inde, dont (ici) celle de l'Indian Institute of Information Technology and Management à Thiruvananthapuram.

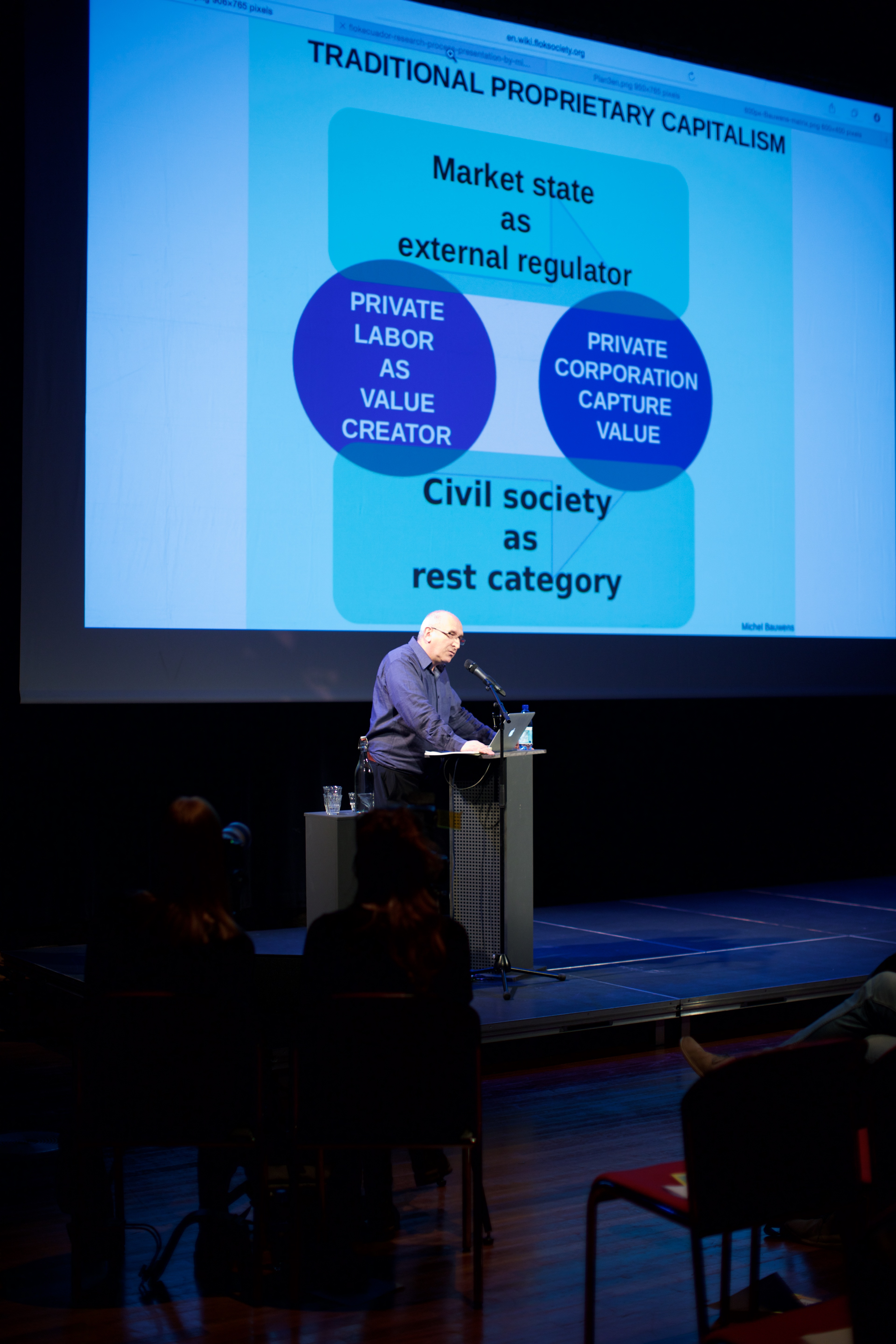
Michel Bauwens (cyberphilosophe) décrit la blockchain comme un rêve technocratique totalitaire notamment parce que niant la confiance entre humains, excluant une grande partie de la société civile (notamment dans les régions pauvres), et car gouvernée par une solution techniques soumise à aucun débat démocratique.

La blockchain peut avoir des effets positifs, ou conduire à de graves dérives, criminelles et/ou totalitaires (notamment si utilisée contre la démocratie, par exemple pour le système de crédit social ou d'autres formes de surveillance et contrôle des citoyens dans des régimes autoritaires ou dictatoriaux).

#### Enjeux sociaux-technologiques
La blockchain est souvent présentée comme une solution-miracle, mathématique et informatique, qui est génératrice de confiance et qui, mise au service de divers systèmes socio-techniques, a de fortes potentialités de transformation socialement utiles, comme la traçabilité dans les chaînes d'approvisionnement, le e-procurement,, et le commerce des arts ou la gestion des données de santé ; « contrat intelligent » (dont les impacts sociaux sont encore discutés) ; outils de soutenabilité (qui en 2019 n'avait pas encore pu faire ses preuves, faute de données fiables et accessibles). Toutefois, ses usages (pour les actifs financiers notamment) ne sont pas encore régulés, et sa consommation rapidement croissante d'énergie, ainsi que sa contribution aux émissions mondiales de CO2, via plusieurs types d'usages interrogent quant à sa soutenabilité socioenvironnementale.
La blockchain se présente comme « technologiquement neutre », mais selon le cyber philosophe Michel Bauwens dans Le Monde (2016), « la technologie n'est jamais neutre. C'est un terrain de conflit influencé par les imaginaires et les intérêts des personnes chargées de son design. La blockchain dérive ainsi d'une vision de l'homme très particulière : des individus autonomes passent des contrats entre eux. Ils n'ont pas besoin de collectif, de communauté. Et les contrats sont fondés sur une forme de propriété. Comme au Monopoly, sans jetons vous ne jouez pas. Un paysan indien de l'Uttar Pradesh, qui n'a pas d'ordinateur, est exclu. L'idéologie prend une connotation anarcho-capitaliste, doublée d'une vision libertarienne à l'américaine ». De plus, pour supposément créer de la confiance entre deux personnes, la blockchain impose de vérifier l'intégralité du réseau. « C'est loufoque ! À cause de l'énergie dépensée, mais aussi en termes de confiance humaine », confiance qui est au contraire la base du peer-to-peer tel qu'utilisé dans l'économie collaborative et les communs, l'open source, le crowdsourcing, les Fablabs, les micro-usines, le mouvement des makers, l'agriculture urbaine, etc. lesquels ouvriraient selon Bauwens sur une société post-capitaliste.

#### Enjeux sociaux-économiques
La blockchain voulait se passer d'intermédiaires, mais elle déplace la confiance, des intermédiaires traditionnels (banquiers, notaires, société de services énergétiques, etc.) vers la technologie, le code (qui peut comporter des bugs) et donc vers ceux qui l'élaborent (mineurs et développeurs de software notamment) et les fournisseurs d'électricité… « avec quels risques sociaux ? » s'interrogent en 2018 Energy-Cities et l'Ademe ; avec quels éventuels biais d'excès de confiance envers la technologie numérique ? « Ces nouveaux intermédiaires – qui pourront de plus constituer une porte d'entrée importante pour les GAFA (Google, Amazon, Facebook, Apple) - auront-ils notre préférence ? ».
Selon ses promoteurs, la blockchain pourrait faciliter la lutte contre la fraude fiscale (par exemple, selon deux chercheurs de Dubaï, via un système d'imposition des personnes et des entreprises fixant un taux prédéterminé lié aux revenus bruts plutôt qu'au revenu net), collecter et gérer les taxes et impôts (ce qui avait été proposé en Chine en 2020 par Juan Wang, de l'université de Jilin — sans succès—, etc.), ou aider les banques, États et entreprises à vérifier la conformité, probité et intégrité des personnes/clients vis-à-vis de législations visant à prévenir la corruption, l'usurpation d'identité, diverses fraudes, le blanchiment d'argent, les fake-news ou encore le financement du terrorisme.
Dans les faits, les crypto-monnaies ont été rapidement utilisées par des activités illégitimes tels que blanchiment d'argent, d'arnaques financières ou encore du financement de guerres et du terrorisme ou l'évasion fiscale. L'ampleur de la fraude fiscale en Europe est inconnue, de même que la part d'utilisation abusive de monnaies virtuelles dans ce domaine. Avant 2010, la fraude aurait dépassé les 7 milliards d'euros.
En 2022, alors que « plus de 100 millions de personnes détiennent une crypto-monnaie, principalement à titre d'actif spéculatif », selon Howson et de Vries (dont les travaux ont été maintes fois corrigés et indiqués par plusieurs études scientifiques évaluées par des pairs comme étant fausses,,) : « la trajectoire non-soutenable de certaines crypto-monnaies a un impact disproportionné sur les communautés pauvres et vulnérables où les producteurs de crypto-monnaies et d'autres acteurs profitent des instabilités économiques, de la faiblesse des réglementations et de l'accès à une énergie et à d'autres ressources bon marché […] Si l'adoption massive du bitcoin se poursuit, une escalade de la crise climatique est inévitable, exacerbant de manière disproportionnée les défis sociaux et environnementaux pour les communautés qui connaissent déjà de multiples dimensions de privation ». Des États ou régions connaissent une « ruée vers le minage » ; la haute volatilité des cryptomonnaies et les aléas du minage peut plonger les mineurs les moins bien formés et/ou les moins équipés en matériel informatique vers la faillite, alors qu'ils ont parfois quitté leur métier en espérant ainsi s'enrichir (ainsi, en 2018, la capitalisation boursière totale de toutes les crypto-monnaies a atteint 728 milliards de dollars, mais seulement trois semaines après ce pic, elle chutait à environ 360 milliards de dollars). Elle est depuis remontée avec notamment la capitalisation du Bitcoin seul qui dépasse la capitalisation en mars 2024. Le minage, très énergivore, bénéficie souvent de tarifs avantageux (exemple : le groupe canadien Hut 8 affirme en 2022 disposer de 100 000 machines en fonctionnement réparties dans trois centres de minage (soit 127,5 péta de hachage par seconde) et d'une électricité sécurisée à un prix très bas (3,5 cents le kWh en moyenne) pour 209 MW de capacité d'achat contractualisée d'électricité.
La blockchain promet une rémunération plus transparente et directe des artistes, grâce aux smart contracts. Cela réduit les intermédiaires et peut améliorer les revenus des créateurs.
Cependant, certains modèles, comme l’Initial Song Offering, transforment la musique en produit financier, attirant des investisseurs plus que des auditeurs. Cela change la relation au contenu.
Enfin, l’accès à ces technologies reste inégal. Les artistes moins connectés ou issus de pays du Sud risquent d’être exclus. Certaines grandes plateformes, comme Spotify, ont intégré la blockchain sans modifier leurs modèles économiques.

### Aspects juridiques
La chaîne de blocs pose des questions juridiques nouvelles relatives, notamment, au droit de la concurrence, au droit à la vie privée, à la propriété intellectuelle, au droit du contrat et à la gouvernance de la chaîne.
Une distinction existe entre deux types de chaînes de blocs:
- Une blockchain fermée dite blockchain privée fonctionne dans un cadre établi. Ce cadre est défini par des règles qui régissent le fonctionnement et qui peuvent éventuellement être liées au code source du logiciel. Dans ces chaînes de blocs de consortium, les nœuds participant au consensus sont définis. C'est le cas du projet de l'entreprise R3.
- Une blockchain ouverte dite blockchain publique ne crée pas d'autre règle que celle du code constitué par la technologie protocolaire et logicielle qui la compose. ces chaînes de blocs ouvertes fonctionnent sans tiers de confiance, évoquant une forme d'idéalisme technologique et communautaire.

La blockchain a fait émerger de nouvelles formes de preuves de propriété comme la propriété numérique (NFT), éventuellement associée à de nouvelles sources de revenus, posant la question de la protection des droits numériques échangés. La juriste et Docteur en Droit Sabine Van Haecke Lepic suggère « l'incorporation d'une clause de Métavers[Quoi ?] et d'une clause de consentement éclairé[Quoi ?] dans le contrat intelligent, comme la réponse pour rendre ces droits applicables et interopérables à travers divers Métavers. ».
Divers auteurs, dont par exemple la juriste et militante d'Internet Primavera De Filippi (du CNRS et du « Berkman Klein Center for Internet & Society » de l'université Harvard) et Samer Hassan en 2018, appellent à une régulation, à passer du stade « code is law » à un stade « law is code ».
Les changements juridiques pourraient être considérables. Pour le seul secteur de l'énergie, une étude faite par PwC, commandée par la représentation des consommateurs de Rhénanie-Nord-Westphalie (Verbraucherzentrale NRW) a conclu que créer un cadre légal et politique favorable à la massification de la blockchain dans ce secteur nécessiterait de significativement changer la législation actuelle.
En 2018, un rapport de la CNIL a estimé que la blockchain ne pose pas a priori problème, si ce n'est concernant le droit à l'effacement des données personnelles, imposé par le règlement général sur la protection des données.

#### Atteintes à la protection de la vie privée et des données personnelles
À la croisée de la théorie archivistique, de la vie privée, gouvernance financière et du droit émergeant de la Gouvernance d'Internet et de celle de l'information numérique, la blockchain pose des problèmes juridiques nouveaux, en particulier parce que :
- Sauf défaillance générale de l'Internet, chaque bloc de la blockchain, une fois validé par les mineurs, est inaltérable pour l'éternité (il ne peut plus être corrigé, ce qui est contraire au droit à l'oubli). Cette assertion est théorique ; en réalité cela est difficile, mais possible, dès que la majorité des mineurs accepte de modifier la chaine, comme cela s'est par exemple fait pour The DAO après qu'un attaquant ait volé des millions d'Ethers en profitant d'une vulnérabilité du code du contrat intelligent[42] ;
- une blockchain n'a pas d'autorité régulatrice interne (son code informatique est sa seule loi[67],[68]), ni de défenseur des droits, et elle semble souvent échapper aux droits nationaux[69], bien que la Chine l'ait interdite.
- dans un système de type Bitcoin, des pseudonymes et des adresses anonymisantes (suite de lettres et chiffres) identifient les acteurs. L'information liée à une transaction notée dans le registre décentralisé ne donne pas ou peu d'information sur le contexte général de l'échange. Si l'information (avant ou après validation du bloc qui la contient) n'est pas directement accessible pour le grand public[70], elle l'est, de manière illimitée, pour les mineurs (« chaque pair du réseau possède sa copie de la blockchain »). La facilité d'accès à la quantité d'informations personnelles et de métadonnées stockées dans le « grand livre » de la blockchain est en outre très « asymétrique », car il faut les logiciels et les compétences nécessaires pour les retrouver[42].
- La blockchain prouve qu'une donnée ou information spécifique a bien été enregistrée à un instant T, mais elle n'indique rien de sa véracité du fond, ni de l'honnêteté de la transaction[42],[71]. Il a été proposé d'enregistrer tous les diplômes, les droits d'auteurs ou brevets dans des blockchains, mais un diplôme acquis par tricherie non détectée ou une œuvre volée ou plagiée, un brevet malhonnête y seront intégrés de la même manière qu'un diplôme honnêtement acquis ou une œuvre originale ou un brevet justifié. De même manière, une erreur judiciaire pourrait être quasi-définitivement inscrite dans une blockchain enregistrant les actes de justice. L'enregistrement foncier ou notarial dans un pays en développement ne disposant pas encore de cadastre précis aurait les mêmes limites : selon une étude publiée en 2016, un cadastre numérique sur blockchain - même bénéficiant d'une architecture de sécurité appropriée et de contrôles de gestion de l'infrastructure - « ne garantit pas la fiabilité des informations en premier lieu, et aurait plusieurs limites en tant que solution à long terme pour maintenir des enregistrements numériques fiables »[71].

En tant que registre, la blockchain doit se conformer au RGPD, mais ses caractéristiques intrinsèques la font aussi entrer en conflit direct avec la protection de la vie privée et la protection des données, et en particulier avec :
- certaines exigences du Règlement général sur la protection des données (RGPD)[72] (qui impose une obligation de résultat et non de moyens, restant « neutres sur le plan technologique »)[72]. 
La blockchain n'étant pas un moteur de recherche, elle n'est pas juridiquement soumise au droit à l'oubli, mais ses interfaces d'accès (dès qu'elles relient une identité à une transaction) pourraient l'être. La conception d'une blockchain y rend néanmoins intrinsèquement impossible toute suppression d'un contenu faux, illicite ou inadéquat stocké dans un des blocs de la chaine, sauf par une action coordonnée de la majorité des nœuds individuels, ce qui semble difficile dans le cas de grandes chaines et alors qu'il n'y a - par principe - aucun acteur central. Ainsi, personne n'est tenu responsable de la non-application du droit à l'oubli dans la blockchain, observait Jude C. Umeh en 2016[73], sauf à considérer que l'ensemble des mineurs et/ou les concepteurs du logiciels en soient responsables ;
- « le droit de déréférencement aussi dit droit à l'oubli »[42] (droit inscrit dans le droit européen[74] qui permet la correction d'informations inexactes, inadéquates ou excessives, pour permettre le pardon et la réhabilitation) ; impacts socio-environnementaux et empreinte carbone des grandes crypto-monnaies, etc.)[75], des sujets qui intéressent de nombreux investisseurs soucieux des implications éthiques et des impacts environnementaux de leurs choix d'investissement[76]. Selon Primavera de Filippi et Michel Reymond, une blockchain comme celle de Steem.it, qui met plus directement en relation des identités aux informations qu'elle « fige » pourrait être soumise au droit à l'oubli[42].

## Cout énergétique et environnemental

### Empreinte carbone des blockchains, effets sur le climat
La British Blockchain Association arguait en 2018 que la blockchain pourrait aider à faire respecter certains objectifs climatiques grâce notamment à une utilisation croissante d'énergie renouvelables partout dans le monde afin d'assurer l'apport en électricité nécessaire à la fonction de la blockchain, mais le minage est dénoncé par d'autres comme une catastrophe climatique ; ainsi, selon une étude publiée en 2017 dans la revue scientifique Nature Climate Change, l'usage du Bitcoin aurait émis plus de 69 millions de tonnes de dioxyde de carbone (CO2) en 2017, soit l'équivalent de la production en CO2 de l'Irlande ou environ 0,3 % de la production mondiale de gaz à effet de serre.
En 2018 au MIT, Stoll, Klaaßen et Gallersdörfer du Center for Energy and Environmental Policy Research ont estimé l'empreinte énergétique du minage de Bitcoin : en novembre 2018, il aurait nécessité à lui seul une puissance électrique de 48,2 TWh, soit de 21,5 à 53,6 MtCO2 émis dans l'année, dont un pourcentage croissant basée sur des énergies renouvelables. Cette même année (2018), Cédric Villani note dans son rapport que « près de 4 % des émissions carbonées mondiales sont dues à la production et à l'utilisation des outils numériques, qui engendrent une consommation énergétique augmentant de 8,5 % par an et sa part dans la consommation mondiale d'électricité (en croissance de 2 % par an) pourrait atteindre 20 % (scénario modéré) ou 50 % (scénario pessimiste) en 2030, et être ainsi multipliée par dix en vingt ans. Vu le mix électrique mondial, la part d'émissions de gaz à effet de serre (GES) du numérique devrait ainsi passer de 2,5 % en 2015 à 5 % en 2020 (2,5 Gt) ».
En 2021, Digiconomist estime à 64,18 MtCO2 les émissions du Bitcoin. L'empreinte carbone et environnementale de plusieurs blockchains croît de manière préoccupante (celles, cumulées, du Bitcoin et de l'Ethereum ont été évaluées en juillet 2021 à 90,31 MtCO2 ; presque autant que les émissions cumulées de la Belgique : 91,20 MtCO2),.
En 2022, le minage du Bitcoin a « une empreinte carbone qui a, à elle seule, dépassé celle de l'industrie de l'extraction de l'or », alors qu'en termes de création de valeur, le Bitcoin est moins intéressant que l'extraction de cuivre, d'or, de platine et même d'oxydes de terres rares[réf. nécessaire]. En 2018, Krause a comparé l'énergie nécessaire pour produire un dollar américain (US $) d'actifs numériques entre le 1er janvier 2016 et le 30 juin 2018 à celle nécessaire à produire la même valeur à partir de véritables gisements de métaux. Le minage de Bitcoin, Ethereum, Litecoin et Monero a respectivement consommé (en moyenne) 17, 7, 7 et 14 MJ pour générer 1 US$, soit plus que l'exploitation minière conventionnelle de cuivre, d'or, de platine et d'oxydes de terres rares, respectivement 122, 4, 5, 7 et 9 mégajoules (MJ) (qu'en est il des déchets générés par chacune de ces activités de minages ? et de la part d'énergie renouvelable utilisée pour chacune des activités de minage?).[réf. obsolète] Le cryptominage consomme déjà nettement plus d'énergie que l'exploitation de ces minerais, et, bien que le marché des cryptomonnaies soit plutôt volatil, les taux de hachage du réseau pour trois des quatre cryptomonnaies ont constamment augmenté, suggérant que leurs besoins en énergie augmenteront encore (nécessairement pour le Bitcoin). Selon cette évaluation, en trente mois, l'extraction de ces quatre cryptomonnaies aurait causé l'émission de 3 à 15 millions de tonnes de CO2, une quantité considérable de gaz à effet de serre.

### Aspects énergétiques et environnementaux

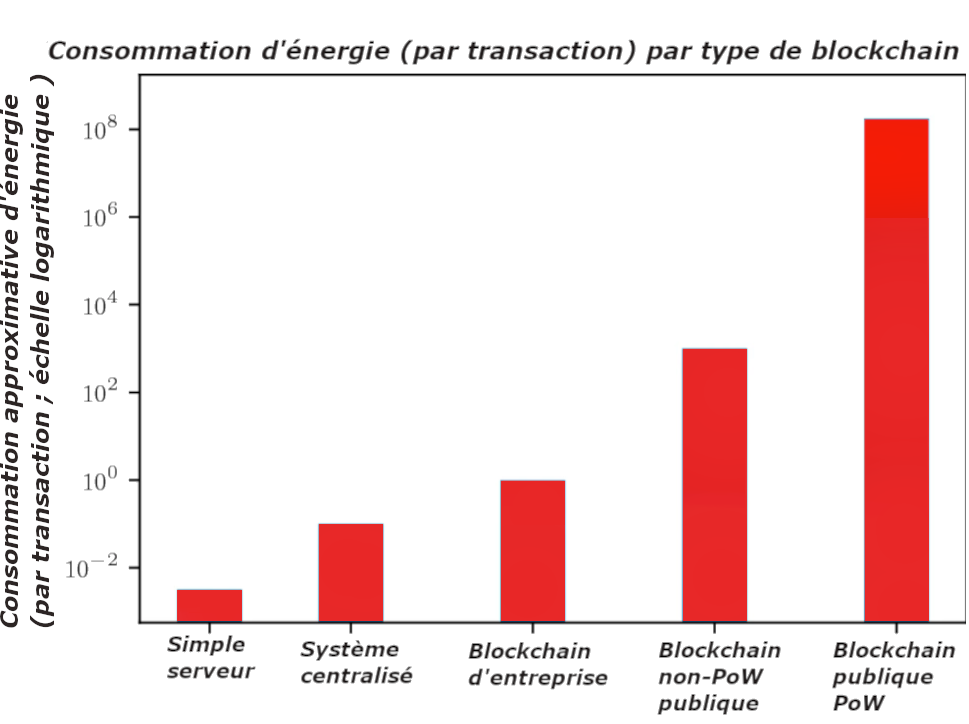
Consommation approximative d'énergie (par transaction) par type de blockchain
Important : l'axe Y (vertical) est logarithmique
1) Simple serveur : transactions traitées en consommant peu d'énergie.
2) Système centralisé typique sans blockchain : utilise une base de données et des sauvegardes plus complexes, consommant un peu plus d'énergie.
3) Blockchain autorisée à petite échelle (interentreprises, par exemple) : redondance similaire, mais frais généraux et consommation supplémentaire par transaction (ex : consensus PoA et cryptographie plus complexes).
4) Une blockchain sans autorisation sans PoW à grand nombre de nœuds : consomme beaucoup d'électricité (Cf. degré élevé de redondance).
5) Blockchain à preuve de travail, de type Bitcoin : intrinsèquement extrêmement énergivore.

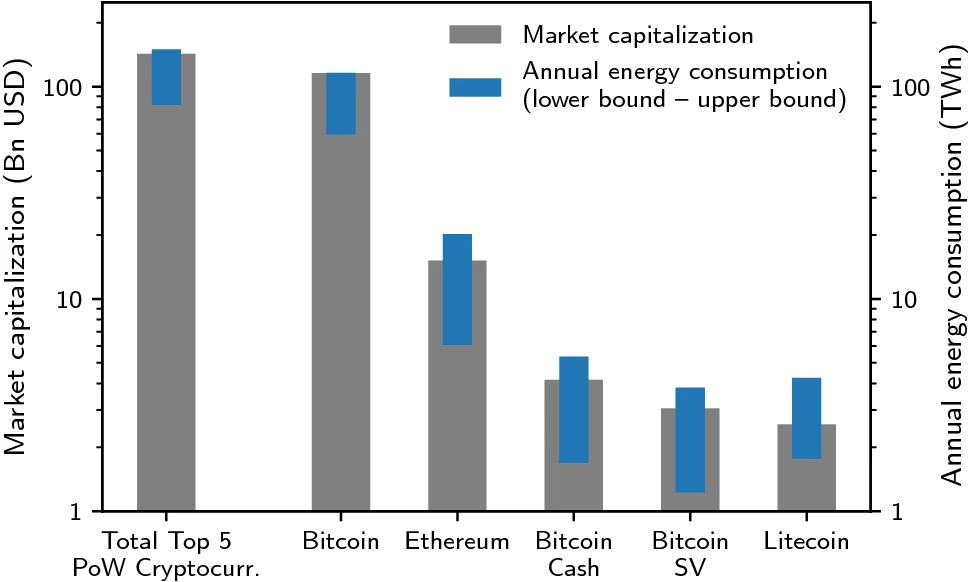
Puissance électrique nécessaire (en bleu) aux blockchains de 4 crypto-monnaies PoW dont la capitalisation boursière (barre grise) était alors évaluée à au moins 1 milliard USD.
Important : les axes Y et Y' sont logarithmiques. L'axe de gauche représente la capitalisation sur les marchés, en valeur (en milliards de dollars US) et celui de droite les consommations annuelles en TWh.
L'énergie consommée est corrélée à la capitalisation boursière de la cryptomonnaie, car seuls les mineurs les plus rapides sont récompensés et la difficulté de minage augmente avec la valeur marchande de la cryptomonnaie. Seules cinq cryptomonnaies sont ici représentées, mais début de 2018, il en existe plusieurs centaines, et la capitalisation boursière totale des 100 plus grandes aurait dépassé 330 milliards d'euros dans le monde.

Évaluation de la demande de puissance électrique (qui reflète la consommation d'électricité), avec une valeur maximale et une valeur minimale calculée, ici rien que pour le minage du Bitcoin ; selon le Cambridge Bitcoin Electricity Consumption Index du Centre de Cambridge pour la finance alternative, basé à l'Université de Cambridge.
Le maximum, le minimum et une valeur de meilleure estimation (estimée) sont tracés au fil du temps (les 3 courbes du graphique), et comparés à la consommation d'électricité de divers pays (à droite)
Graphique mis à jour le 11 mars 2021 ; source : Https://cbeci.org/

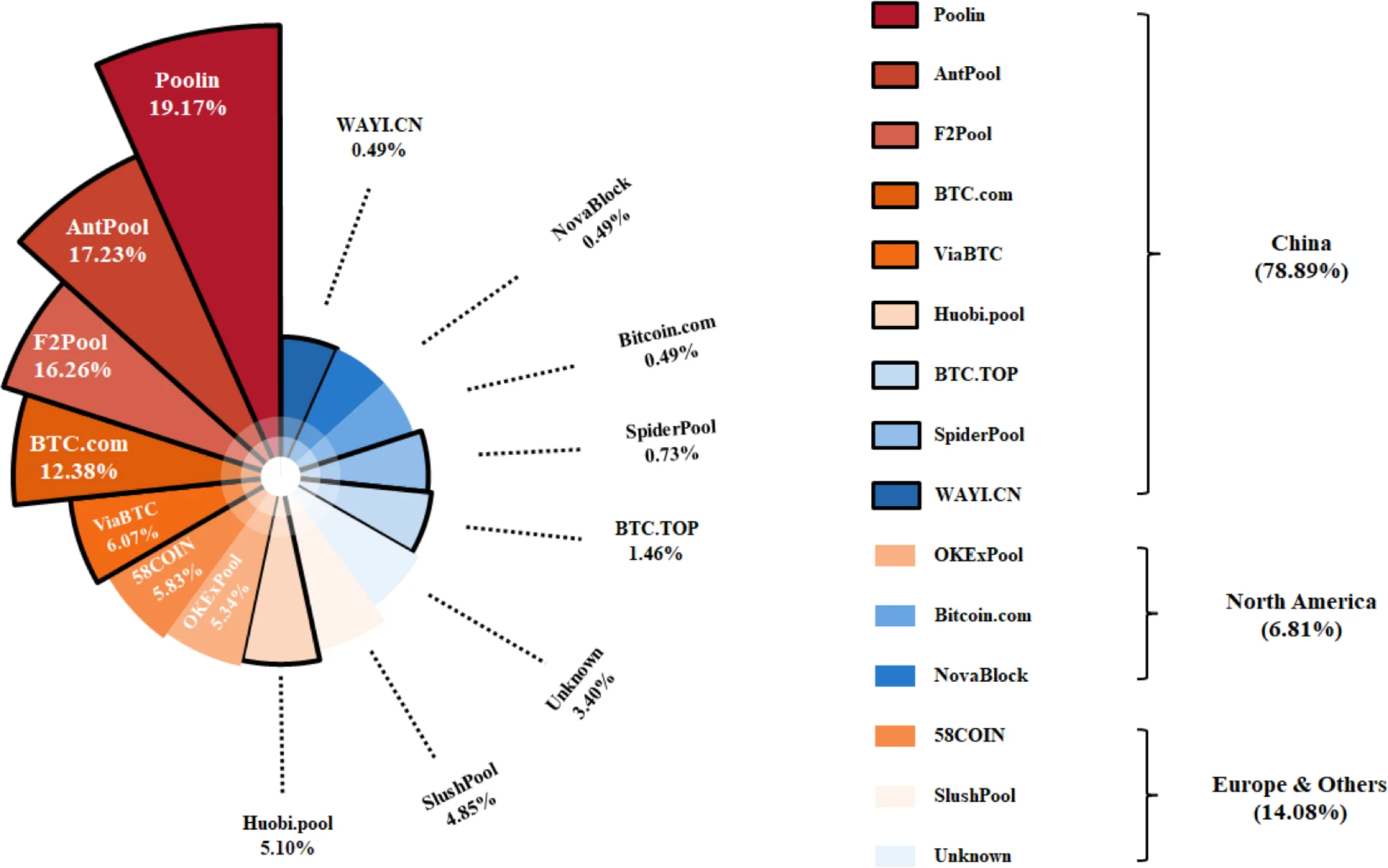
Répartition des consortiums de minage en avril 2020, rien que pour le Bitcoin.
La Chine a interdit le minage et les cryptomonnaies en juin 2021. Mais avant cela, elle représentait plus de 75 % du minage de cryptomonnaies dans le monde grâce à un prix de l'électricité peu élevé mais souvent issu de centrales au charbon). Source statistique : https://btc.com/stats.

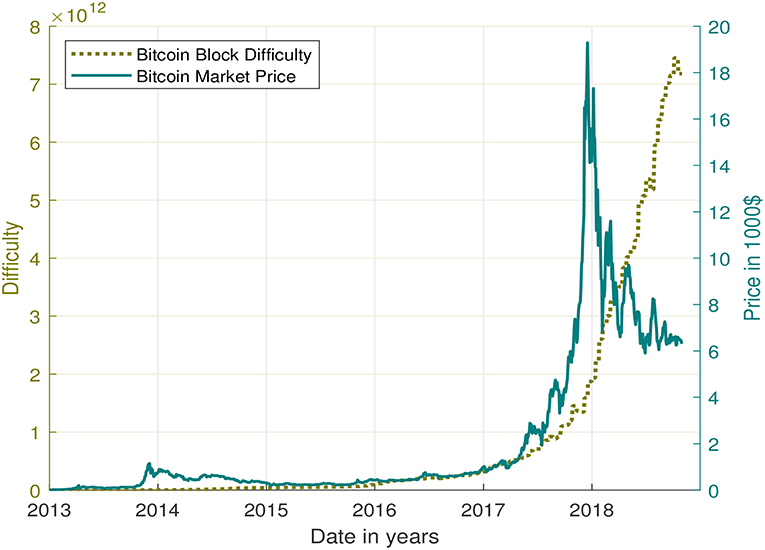
Évolution du niveau de difficulté de minage du bloc Bitcoin et du prix du marché (de janvier 2013 à octobre 2018).
Plus le temps passe, plus la difficulté de minage augmente et moindre est le nombre de Bitcoins mis sur le marché... sans relation avec le cours de cette cryptomonnaie. Plus la difficulté augmente, plus le minage consomme d'électricité.

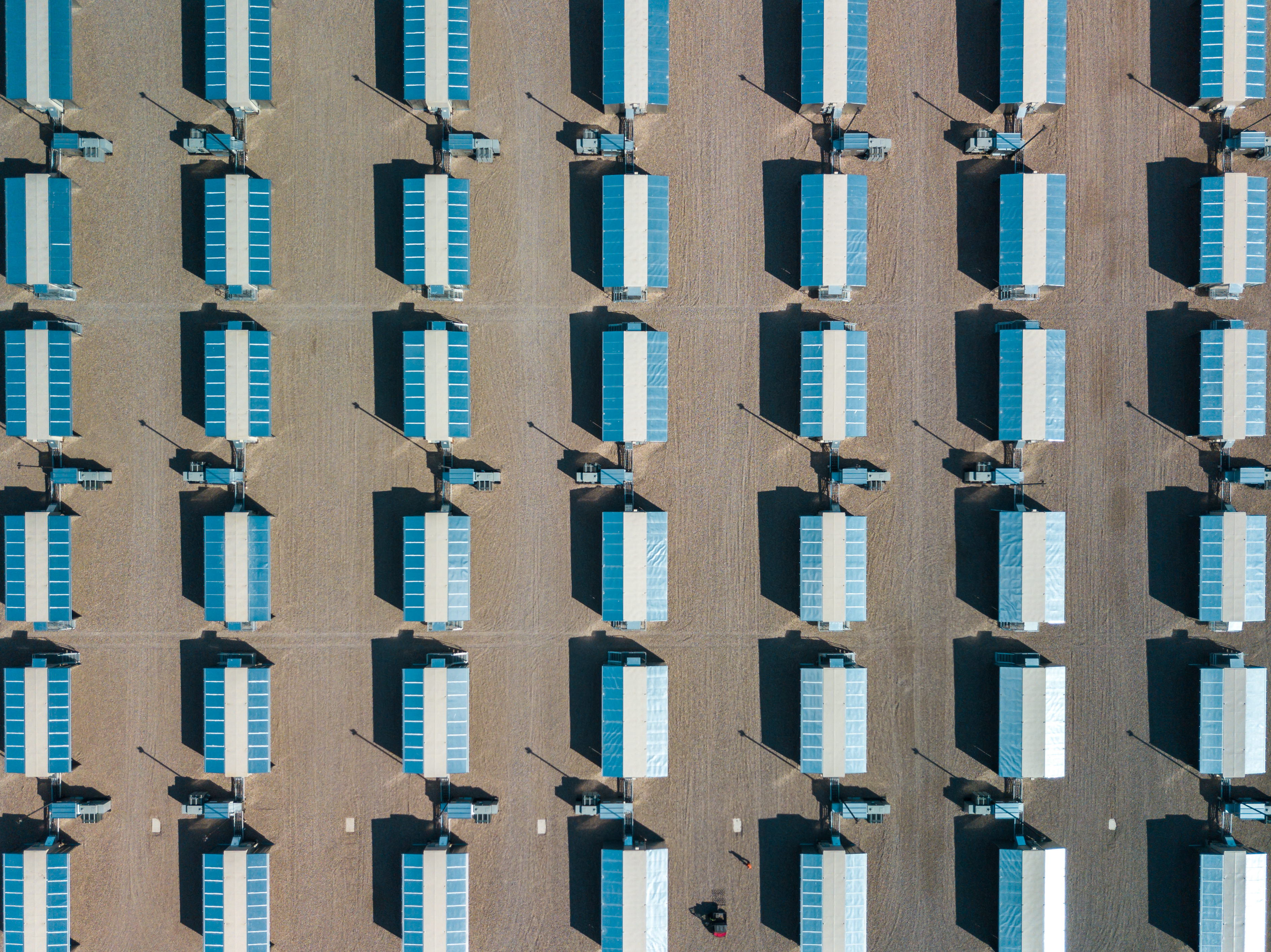
Ferme de minage de 60.7 MW, de 'Hut 8 Mining Corp' à Medicine Hat (une « juridiction à faible coût énergétique » et au climat désertique, froid et venteux de l'Alberta). Coût : 100 millions de dollars. Le site dispose d'une centrale électrique au gaz (construite par la ville pour 55.7 millions de dollars). Elle fournira 42 mégawatts d'électricité durant dix ans (durée du bail foncier) pour alimenter et refroidir les processeurs des 56 data-centers (containers de type Bitfury BlockBox AC déplaçables sur semi-remorque).
Les panneaux bleus (non-photovoltaïques) sont des ombrières facilitant le refroidissement et abritant les processeurs de la pluie. (vue plus large) (En savoir plus en vidéo, Bitcoin Mining at Hut8 - Facility Tour).

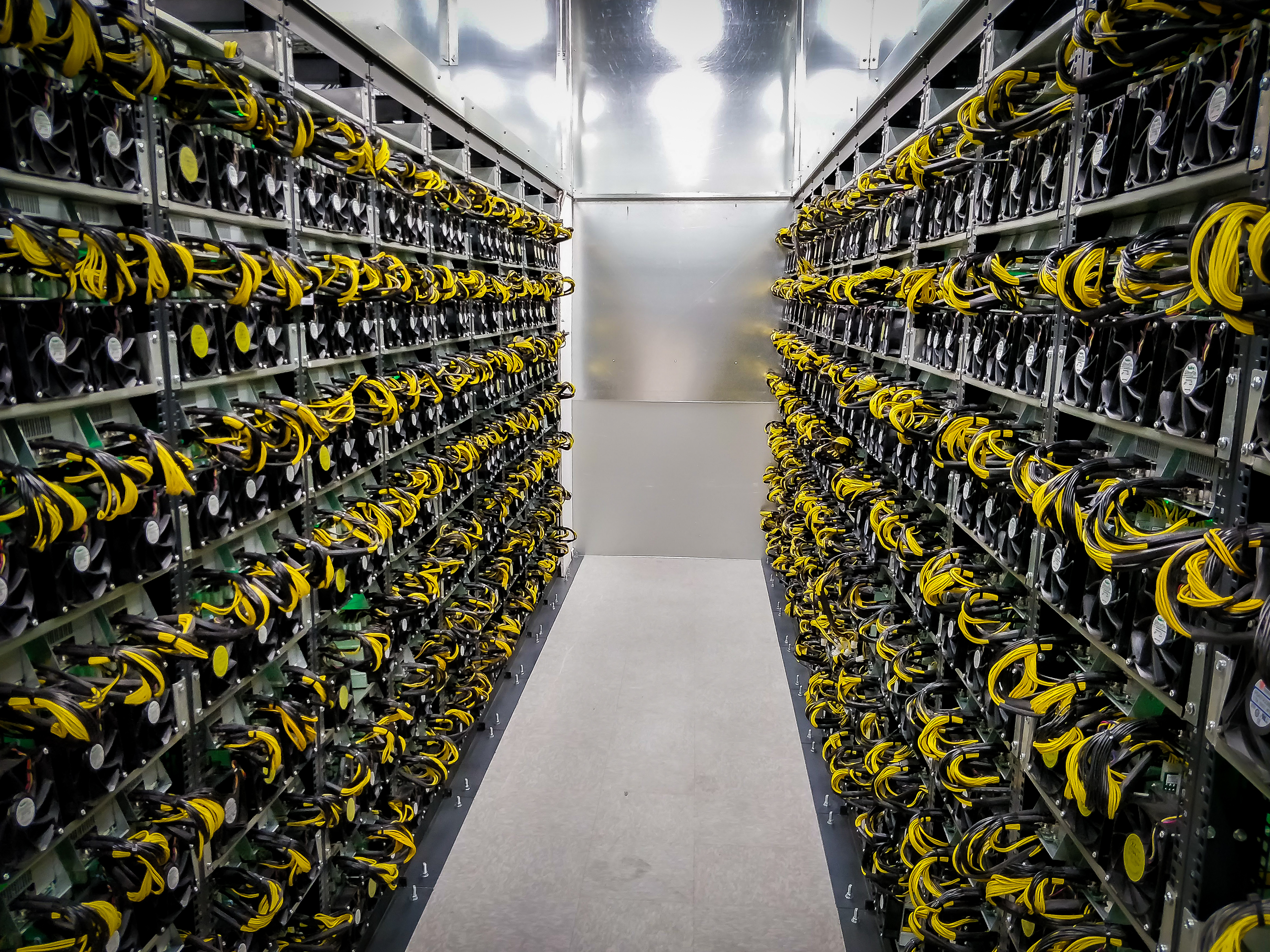
Racks de processeurs d'une installation de minage de Bitcoin (Argo Blockchain Mirabel Bitcoin Mining Facility, à Mirabel, au nord-ouest de Laval au Canada, en 2018).

Après la crise bancaire et financière de l'automne 2008 le Bitcoin a voulu être un système de paiement électronique irréversible, infalsifiable, décentralisé, anonymisé, participatif, appuyé sur une infrastructure mutualiste autogéré, insensible aux frontières, aux attaques numériques et résilient (car décentralisé et redondant). Il s'agissait d'être indépendant des banques, des banques centrales, des États ou de groupes de pression ou d'autres tiers.
Mais en sécurisant sa blockchain par la «preuve de travail», Satoshi Nakamoto (inventeur supposé du Bitcoin) s'est soumis à une ressource externe qu'il ne peut contrôler : l'électricité ; une ressource inégalement répartie dans le monde et soumise à des aléas, qui a un coût et une disponibilité limitée, et que le minage transforme essentiellement en chaleur (très rarement réutilisée bien que cela soit possible).
Selon Bob Burnett (dans, le Bitcoin Magazine, le 21 février 2022), c'est le principal « talon d'Achille » du Bitcoin : il a désormais trop de besoin de densité de puissance de hachage dans un trop petit nombre de fermes de minage (lesquelles sont en outre de plus en plus coûteuses). Ainsi, Atlas Power veut avant fin 2023, pour 1,9 milliard de dollars, construire une capacité de minage d'environ 750 mégawatts (MW) sur des serveurs d'une capacité d'au moins 150 téra par seconde (TH/s), à Williston dans une zone aride et froide du Dakota du Nord, également connue pour l'exploitation de ses schistes bitumineux. La ville a dû se doter en 2014 de 112 MW de production électrique supplémentaire (d'origine fossile) et les mineurs y demandent 750 mégawatts supplémentaires. Ce type de « recentralisations » associé à une hyperconsommation électrique expose massivement le Bitcoin au risque d'attaque du système entier, par simple déni de fourniture d'électricité. Et d'autres facteurs de recentralisation s'ajoutent à celui-ci (géopolitique, juridictions, type de sources d'énergie, taille des fermes de minage, nature et propriété des «pools miniers», ou encore l'origine des puces électroniques, ajoutait B. Burnett en février 2021).
En effet, la demande électrique d'une blockchain varie de plusieurs ordres de grandeur selon son architecture, sa taille, son type de matériel de minage et la valeur prise par une cryptomonnaie. Or, pour le Bitcoin, Satochi a choisi le mode de sécurisation énergétiquement le plus couteux, et ne pouvant que devenir de plus en plus énergivore au fur et à mesure que le Bitcoin prendra de la valeur. Ceci a suscité la création de nombreuses fermes de minage coûteuses (en millions à plus d'un milliard de dollars par site pour les plus grosses), coûteuses en puces et matériels informatiques, et qui sont paradoxalement devenues très vulnérables aux risques d'attentats, de fermetures administratives ou plus simplement de coupures d'électricité de la part du fournisseur. La disparition d'une ferme de minage ne poserait pas de problème, mais, note Bob Burnett, une attaque coordonnée (simple coupure d'électricité) contre les fermes les plus importantes priverait le bitcoin des ressources énergétiques qui lui sont vitales pour maintenir un temps de traitement par bloc de la chaine (temps que Satochi a fixé à environ 10 minutes). Ce scénario de crise est d'autant plus crédible que les pools de mineurs ont concentré leurs fermes dans quelques pays accueillants mais dont plusieurs ont une gouvernance autoritaire et/ou sont politiquement instables (par exemple : Kazakhstan, Russie, Géorgie) ou ont une monnaie faible (le bolivar vénézuélien a perdu 99,9 % de sa valeur entre 2016 et 2018, et l'État limite l'approvisionnement du pays en devises fortes, ce qui a encouragé le minage de Bitcoin par des Vénézuéliens qui y voient un placement plus sûr que leur monnaie nationale). Aux États-Unis, les élus et communautés du Texas et du Dakota du Nord, du Kentucky, de l'Illinois, de Géorgie se sont récemment (2021, 2022) montrés très accueillants pour les fermes de minage, mais celles-ci y seront dépendantes de ressources fossiles (électricité en grande partie issue du pétrole ou du gaz et donc très carbonée), et d'un réseau électrique fragile (black-out systémique) et vulnérable aux attaques terroristes dirigées et/ou à des catastrophes naturelles de plus en plus fréquentes, qui pourraient y mettre en péril le réseau minier. Bien que le climat ne soit pas favorable au minage, et l'électricité très carbonée, Rockland (Texas), grâce à une électricité bradée, a réussi à attirer la plus grande ferme de minage de bitcoins d'Amérique (exploitée par Whinstone US, depuis racheté par Riot Blockchain). La Géorgie, à la suite d'un accord tripartite entre les entreprises de minage ISW Holdings, Bit5ive, et Bitmain, espère attirer 56 000 mineurs Bitmain avant octobre 2022, mais elle est en concurrence avec d'autres États qui offrent aux mineurs des avantages fiscaux, allant jusqu'à proposer une électricité détaxée pour les attirer.
Le diagramme-barre rouge (ci-contre) compare approximativement la consommation électrique de différents types d'architectures de blockchain. Il montre qu'il existe une énorme différence (de plusieurs ordres de grandeur) entre la faible consommation électrique engendrée par une transaction moyenne traitée par un serveur «normal», et celle engendrée par des systèmes de blockchain, en particulier quand la chaine basée sur la «preuve de travail» (Proof of Work), comme c'est typiquement le cas pour le Bitcoin qui est de très loin la cryptomonnaie la plus consommatrice d'énergie. Et son principe de fonctionnement la condamne intrinsèquement à le devenir plus encore au fur et à mesure que le bitcoin se développera et/ou prendra de la valeur).
La consommation des fermes de minage a été si intense au Kazakhstan en 2021, qu'elle y concurrençait les besoins domestiques, urbains et industriels en électricité causant des coupures de courant (selon le gouvernement le minage a fait augmenter la consommation électrique du Kazakhstan de 7 % à 8 % en un an ; ce qui a justifié des arrêts de livraison d'électricité aux mineurs de cryptomonnaies). L'exemple de la Chine continentale montre que le minage peut être subitement interdit dans un pays. En Chine avant cette interdiction, de nombreux « mineurs » déplaçaient leurs installations saisonnièrement : de la fin de l'automne au printemps (« saison sèche ») ils étaient dans les régions alimentées au charbon les plus stables (Xinjiang typiquement), puis en « saison des pluies », ils migraient vers des régions en surcapacités temporaires d'hydroélectricité (Sichuan typiquement) où l'électricité leur était fournie à bas coût.
La consommation d'une blockchain est très difficile à évaluer mineur par mineur car la blockchain s'appuie sur de très nombreux réseaux ouverts et distribués, où on ne connait ni le nombre précis de participants (qui peut en outre fluctuer à tout moment), ni les caractéristiques de leurs ordinateurs et serveurs, ni l'intensité de leur effort de minage, ni parfois les sources d'énergie qui ont permis la fabrication de l'électricité, et encore moins l'énergie grise nécessaire à l'ensemble du processus. De plus, les mineurs travaillant à résoudre les énigmes (puzzle) d'une blockchain de type bitcoin utiliseront des puces dédiées (« Application-specific integrated circuit » ou ASICS), spécialement adaptées au hachage cryptographique SHA256 retenu pour le Bitcoin, alors que - inversement - une monnaie numérique comme Ethereum a été conçu pour empêcher l'utilisation de tels circuits hautement dédiée à un minage spécifique.
Néanmoins, selon Vranken (2017) et Krause et Tolaymat (2018), les limites basses et hautes de la consommation directe d'énergie de toute blockchain PoW peuvent être assez finement évaluées, indirectement :
1. la limite inférieure du besoin énergétique du seul minage pour une blockchain PoW est liée à la difficulté des énigmes cryptographiques et la fréquence à quelles elles sont solutionnées, deux paramètres connus ; on peut donc en déduire la valeur de la fréquence minimale de calculs (« hash-rate ») nécessaire pour résoudre ces énigmes. À titre d'exemple, le 5 février 2020, les données extraites du CoinMarketCap (2020)[99] et Coinswitch (2019)[100] montrent qu'au moins 6,8 GW ont été nécessaire ce jour-là, (ce qui correspondrait à un besoin annuel d'au moins 60 TWh, chiffre redescendu à 54,02 TWh au 19 mars 2021 ; et il ne s'agit que de la fourchette basse de l'estimation, la fourchette haute étant de 319,40 TWh). Cette méthode peut être utilisée pour calculer le besoin considéré sur d'autres périodes de temps[84] ;
2. la limite supérieure des besoins énergétiques du processus de minage pour une blockchain PoW peut aussi être approchée : si les mineurs sont rationnels et ne travaillent pas à perte (c'est-à-dire que les revenus attendus du minage restent supérieur aux coûts associés, notamment lié au prix de l'électricité)[84].

Pour O'Dwyer & Malone (2014), les systèmes fondés sur la blockchain avec preuve de travail sont des « gouffres énergétiques ». Et l'utilisation de la preuve de travail induit une consommation d'électricité et de temps de calcul (et donc une mobilisation de serveurs ou de réseaux d'ordinateurs individuels) qui croît dans le monde. La Banque des règlements internationaux (la « banque des banques centrales ») a critiqué le système des validations par preuve de travail nécessaire à la blockchain ; système qualifié de « désastre environnemental » par Hyun Song Shin en juin 2018,,.
En 2015, Nicholas Weaver (International Computer Science Institute ; université de Californie à Berkeley), après avoir examiné la sécurité en ligne de la blockchain et l'efficacité énergétique du système de la « preuve de travail » utilisé par les blockchains[réf. nécessaire] conclut dans les deux cas, que ces solutions sont « totalement inadéquates »,.
En 2017, les analystes de l'énergie et de la blockchain s'inquiètent de la possibilité d'une « perfect storm » (tempête parfaite) car alors que les gains d'efficacité énergétique du matériel de minage ralentissent, la valeur du bitcoin et les transactions en bitcoin augmentent (ce qui accroit considérablement le besoin de minage et donc d'électricité. Déjà certaines fermes de minage consomment autant d'électricité qu'une petite ville. Ce problème inquiète par exemple Michael Reed (responsable de la technologie blockchain chez Intel) ou Peter Fairley (université La Sapienza) qui compare le Bitcoin à une sangsue qui « aspire » le contenu des réseaux électriques mondiaux, et qui ne pourra longtemps être maîtrisée par les gains rapides d'efficacité énergétique du minage. Ceci sera confirmé deux ans après par une autre modélisation (allemande) de divers scénarios possibles ; Beck et al. soulignent le besoin de données détaillée sur la consommation d'énergie des technologies blockchain.
En 2018, plusieurs études réalertent sur les risques posés par le fait que Bitcoin, et son fonctionnement, est intrinsèquement et intentionnellement conçu pour être très consommateur d'électricité, ce qui le rend très émissif en calories, et contributeur aux émissions mondiales de gaz à effet de serre, alors que les engagements internationaux sont à la décarbonisation. Il concurrence en outre d'autres usages de l'électricité. Toute ceci fait que « les grands avantages transactionnels, de confiance et de sécurité du Bitcoin sont éclipsés par la conception intentionnellement gourmande en ressources de son processus de vérification des transactions qui menace désormais le climat dont nous dépendons pour notre survie (…) au moment où les gouvernements du monde se démènent pour réduire la consommation d'énergie grâce à leurs engagements sur le changement climatique de l'Accord de Paris et au-delà pour atténuer les conséquences du changement climatique pour l'avenir ».
En 2018, la puissance de calcul nécessaire à la résolution d'un puzzle Bitcoin a plus que triplé, entraînant conséquemment une forte croissance de la consommation d'électricité,. Dans Pour la Science, Jean-Paul Delahaye parle de « La folie électrique du Bitcoin »,. Dans Nature Climate Change, Mora et al. (2018) montrent que si la tendance se prolonge en suivant le taux d'adoption d'autres technologies largement adoptées, alors « - à lui seul - Bitcoin produira assez d'émissions de CO2 pour pousser le réchauffement au-dessus de 2 °C en moins de trois décennies ». Ce modèle est mis en question en 2019 par Dittmar et A. Praktiknjo qui se demandent, eux, si ces émissions pourraient causer un dépassement de +2 °C en 2100. d'après Masanet & al., en septembre 2019, ces projections sont jugées invraisemblables et surestimeraient les émissions de CO2 du Bitcoin, au moins à court terme. Mora et al. répondent à leurs détracteurs en 2019.
Selon le rapport de 2018 de Cédric Villani, de manière générale « d'ici 2040, l'énergie requise pour les besoins en calcul devrait également dépasser la production énergétique mondiale. Les progrès de la blockchain pourraient également faire exploser nos besoins énergétiques. Il est donc capital de sensibiliser le plus grand nombre à ces enjeux et d'agir pour prévenir les pénuries ».
En 2019, Ethereum (avec une demande électrique de 0,6 à 3 GW) tend à rejoindre le niveau de consommation électrique de Bitcoin, et selon Jade & al. (2019) en cas de croissance linéaire de la difficulté du bloc et d'augmentation sigmoïde de l'efficacité du matériel de minage consommera en environ 8 GW en 2025. En 2020, quatre chercheurs du Project Group Business and Information Systems Engineering (BISE) du Fraunhofer FIT, de Bayreuth en Allemagne et/ou du FIM Research Center de l'université de Bayreuth, publient une revue d'étude sur le sujet. Ils y concluent que l'énergie actuellement consommée (i.e dans la décennie 2010 par les blockchain est « effectivement une quantité d'énergie qui peut être considérée comme disproportionnée par rapport à l'utilité réelle des devises ». Selon les auteurs, de nouvelles approches peuvent théoriquement diminuer les émissions des blockchains de plusieurs ordres de grandeur (par rapport aux blockchains Proof of Work, ou « PoW », de première génération), grâce à des « mécanismes de consensus alternatifs » (le « mécanisme de consensus » est le mécanismes qui permet d'arriver à un accord sur les nouveaux blocs à ajouter) mais soulignent les auteurs, « en plus du consensus, la redondance sous-jacente à tous les types de technologie blockchain peut rendre les solutions informatiques basées sur la blockchain considérablement plus énergivores qu'une alternative centralisée sans blockchain ». En effet, la blockchain repose sur le minage, qui est récompensé par une somme en crypto-monnaie et des frais pour les transactions associées ; cette somme est proportionnelle au prix de la crypto-monnaie sur le marché. Cela fait que, d'une part, plus la blockchain s'allonge et intègre de nouveaux blocs, plus elle consomme de l'énergie, et d'autre part, plus une crypto-monnaies prend de la valeur sur les marchés financiers, plus le minage (PoW) est encouragé, minage qui est la clé de l'inviolabilité du système, mais qui est par nature très consommateur d'énergie. Au moyen d'une boucle de rétroaction positive simple, plus une crypto-monnaie PoW prend de la valeur, mieux elle est protégée contre les attaques, mais plus elle consomme d'énergie, de façon potentiellement exponentielle. Sedlmeir et al., en 2020, insistent sur cet aspect : « la forte consommation d'énergie des blockchains PoW n'est ni le résultat d'algorithmes inefficaces ni d'un matériel obsolète. Il est frappant de constater que ces blockchains sont « énergivores par conception » », notamment pour réduire la vulnérabilité à l'attaque des 51 %.
Le Kazakhstan est devenu deuxième pays plus gros mineur de Bitcoins au monde (après l'interdiction du minage et du commerce des cryptomonnaies en Chine, qui abritait fin 2020 plus de 60 % du minage mondial pour le seul Bitcoin), abritant en 2021 18 % de l'activité mondiale, juste derrière les États-Unis (35 %) et devant la Russie (11 %) selon l'université de Cambridge, qui a mis en ligne un calculateur évaluant la demande de puissance électrique du réseau Bitcoin (donnée mise à jour chaque 24 heures). D'après un documentaire, les 50 000 machines de minage alors installées dans l'un des plus gros centres de minage du pays (installé sous huit hangars près de la ville d'Ekibastouz en climat continental humide où la température moyenne mensuelle ne dépasse pas 22 °C en été, et directement alimenté en électricité haute tension par la centrale à charbon locale) consommaient l'équivalent d'une ville d'environ 100 000 habitants.
En 2022, le minage du Bitcoin, nécessite autant d'énergie que l'ensemble de la Thaïlande, et selon la FAQ d'Ethereum : « par exemple, on estime que Bitcoin et Ethereum brûlent plus d'un million de dollars de coûts d'électricité et de matériel par jour dans le cadre de leur mécanisme de consensus ». Dans tous les cas, le sharding implique cependant toujours une intensité de charge de vérification des transactions proportionnelle au montant de capital investi et donc une consommation croissante d'énergie.

### Pistes de sobriété
Depuis la fin des années 2010, plusieurs pistes de réduction de la redondance intrinsèque des blockchains sont explorées afin de réduire la forte consommation d'énergie.
Un premier pas, prospectif, est de mieux évaluer les impacts croissants et préoccupants ; environnementaux et climatiques, mais aussi en termes de gaspillage et production de déchets électroniques générés par la Blockchain, tout en comprenant mieux les facteurs qui exacerbent ces effets. Des chercheurs ont construit à cet effet des modèles prédictifs (par exemple, l'une de ces études, basés sur l'algorithme Prophet de Facebook et/ou des « réseaux de neurones profonds » a récemment conclu que la taille du bloc dans la blockchain est l'une des principales sources de gaspillage énergétique et de production de déchets).
Les possibilités de réduction semblent a priori négligeables pour les blockchains reposant sur la preuve de travail, car elles utilisent intrinsèquement la redondance (et donc le coût et la disponibilité finie de l'énergie) pour leur sécurité : il faut que la fraude soit si coûteusement énergivore qu'elle dissuade tout fraudeur.
Le matériel de minage a déjà évolué passant des CPU, au GPU puis FPGA et aux ASIC (puces dédiées) dans le cas de 'monnaies' de type Bitcoin. Son niveau de performances et d'efficacité énergétique a fortement augmenté, mais le chercheur néerlandais Harald Vranken (en octobre 2017) s'attend cependant à ce que cette tendance ralentisse. Par ailleurs, ces progrès sont négativement compensés par les besoins croissant de calcules et d'énergie des blockchains (effet rebond).
Ben-Sasson et ses collègues, lors d'une conférence sur la cryptologie, en 2019, suggèrent de créer d'autres types de blockchains (ou systèmes apparentés de réseaux) en se basant sur la preuve à divulgation nulle de connaissance. Ils sont, selon eux, prometteurs car basés sur un système de recherche de consensus bien moins énergivores, y compris pour des réseaux important : SNARKS, STARKS et d'autres systèmes de preuves d'intégrité informatique (Zero-Knowledge-) nécessitant bien moins de vérification et de surcharge de communication sur la chaîne, et donc moins d'électricité consommée, tout en gardant un bon niveau de sécurité car chaque transaction y est toujours vérifiée par chaque nœud.
- Certains datacenters utilisent le refroidissement par immersion, présenté comme réduisant de 41 % la consommation d'énergie dédiée au refroidissement (selon l'entreprise américaine LiquidStack, le 19 mars 2022), mais l'économie ne sera que passagère en cas d'effet rebond ou de croissance exponentielle des blockchains[128], et localement, le réchauffement du milieu aquatique peut être écologiquement préjudiciable.

- Début 2021 quatre chercheurs allemands et luxembourgeois proposent que le minage (et/ou d'autres activités énergivores car nécessitant une forte intensité de calcul, telles que les calculs AWS destinés à « éduquer » les algorithmes d'apprentissage automatique) utilisent les « surplus » d'électricité issus de sources renouvelables intermittentes[129] (comme alternative au stockage de l'électricité)[130]. Le minage intégré à certaines fermes solaire ou éolienne (dans les régions froides) pourrait ainsi améliorer la flexibilité énergétique et contribuer à la stabilisation du réseau électrique. Dans le même temps, il diminuerait son empreinte carbone, améliorerait son image environnementale et pourrait même, comme l'ont proposé[131] Utz et al. en 2019, contribuer à gérer via une Blockchain des contrats d'actifs énergétiques partagés, ou comme l'ont proposé[132] deux économistes logisticiens Wu et Tran en 2018 contribuer à certifier le commerce des émissions de carbone[129]. Ceci est intéressant que si le minage (de Bitcoin par exemple) peut rester rentable pour le mineur alors que son installation travaille de manière intermittente pour s'ajuster à la (sur)production électrique et éventuellement au prix de l'électricité[129]. Or les mineurs ne sont financièrement récompensés que quand ils résolvent les calculs (puzzles) avant leurs concurrents.

- Une autre piste est de remplacer la preuve de travail par une preuve d'enjeu (preuve de participation) ou preuve d'intérêt (en anglais : proof of stake ou PoS), c'est-à-dire par une méthode basée sur un autre type de consensus distribué, plus rationnel[133] et moins consommateur d'énergie. Peercoin[134] est la première crypto-monnaie basée sur la preuve d'enjeu, puis d'autres méthodes ont été essayées avec BitShares, Gridocin, ShadowCash, Nxt, BlackCoin, NuShares/NuBits et Qora. Annoncée en 2015, puis attendue depuis 2018-2019, Ethereum a effectué sa transition vers la preuve d'enjeu (projet « The Merge ») le 15 septembre 2022[135]. Peercoin et Decred[136] ont opté pour une solution hybride PoW/PoS afin de conserver un consensus robuste.
Néanmoins selon Sedlmeir et ses collègues (2020), même avec ces alternatives, « nous devons nous attendre à ce qu'il y ait encore des dizaines de milliers de nœuds »[84]. De tels réseaux auront une consommation électrique négligeable par rapport au Bitcoin, mais restant « élevée par rapport à un système centralisé non blockchain, avec une redondance minimale (induite par les sauvegardes) »[84]. De plus, on ignore encore (en 2022) si la preuve de participation n'encouragera pas aussi le risque de centralisation (observé avec les pools de manage en preuve de travail ; dans Bitcoin et Ethereum, « environ trois pools suffisent à coordonner une attaque à 51 % (4 dans Bitcoin, 3 dans Ethereum au moment de ce calcul)[124]. Dans un système à preuve d'enjeu, si nous supposons une participation de 30 %, y compris tous les échanges, alors trois échanges suffiraient pour faire une attaque de 51 % ; si la participation monte à 40%, le nombre requis monte à huit. Cependant, les échanges ne pourront pas participer avec tous leurs éthers ; car ils doivent tenir compte des retraits »[124]. Selon la FAQ d'Ethereum : « la centralisation est moins nocive dans la preuve d'enjeu que dans la preuve de travail, car il existe des moyens beaucoup moins coûteux de se remettre d'attaques réussies à 51 % ; il n'est pas nécessaire de passer à un nouvel algorithme de minage »[124]. Dans tous les cas, le sharding, implique cependant toujours une intensité de charge de vérification des transactions proportionnelle au montant de capital investi et donc une consommation croissante d'énergie[124].

- une autre voie serait de contraindre (par des moyens politiques, réglementaires et fiscaux) la technologie des blockchains à se « décarboner » (en évoluant vers une technologie Blockchain bas-carbone et/ou en remboursant ses externalités négatives pour l'environnement ; ce qui pose des défis nouveaux, aux régulateurs d'une part et aux informaticiens des monnaies numériques d'autre part[111]. Une voie proposée par Jon Truby est de subventionner ou de récompenser les blockchains neutres ou négatifs en carbone, et de taxer les blockchains « sales »[111], suivant le modèle de la finance carbone (dont le bilan est contesté). En 2022, constatant que « de nombreux types populaires de blockchain ont résisté à la pression pour réduire leur impact environnemental, y compris Bitcoin, dont les émissions annuelles attribuées en 2021 produiront des émissions responsables d'environ 19 000 décès futurs » une équipe de chercheurs a proposé de plus clairement « relier les dommages causés par les blockchains à preuve de travail au changement climatique et à la mortalité humaine » pour inciter à faire évoluer les protocoles de consensus de la blockchain et promouvoir l'efficacité énergétique des mineurs afin d'atténuer les dommages environnementaux qu'ils créent[137]. 
Howson et de Vries (2022) suggèrent, « de toute urgence (…) pour réduire la menace d'un changement climatique catastrophique et pour aider les plus pauvres à se développer durablement », sans espérer de « résultats gagnant-gagnant pour tous », 4 voies réglementaires :

1. ) promouvoir les engagements volontaires du secteur privé à n'utiliser que des énergies renouvelables[55] ;
2. ) encourager un système de compensation carbone volontaire[55] ;
3. ) utiliser les réglementations financières et les cadres fiscaux existants[55] ;
4. ) imposer des interdictions nationales et/ou internationales sur le « minage » de crypto-monnaie[55];

D'autres (exemple(s) à venir en 2022) proposent d'indiquer au grand public et aux investisseurs une note éthique ou environnementale, par exemple pour chaque crypto-monnaie, ce qui a certaines implications nouvelles pour la littérature sur la crypto-monnaie.
Le concepteur du bitcoin le voulait résistant au trading haute-fréquence : l'architecture de sa blockchain et son protocole de minage impliquent qu'une transaction en bitcoin ne peut être validée en moins de 10 minutes (environ). Ce délai nécessaire a pour inconvénient une extensibilité (ou scalabilité) mécaniquement limitée ; autrement dit le système ne peut s'adapter à un changement d'ordre de grandeur de la demande, or il pourrait être confronté à une demande exponentielle de transactions.
Des bitcoiners ont contourné cette limite du protocole Bitcoin en créant un Lightning Network. Dans cette « couche » en grande partie externe au bitcoin, en toute confidentialité (aucun détails de paiement individuel du réseau Lightning n'est enregistrés publiquement sur la blockchain), ils échappent aux transactions en chaîne, tout en bénéficiant de moindres frais de routage à payer aux nœuds intermédiaires de ce réseau. Et, contrairement à ce qui se passe dans la chaine Bitcoin, le protocole du Lightning Network n'impose pas de limite intrinsèque au débit de transaction (autrement dit, au nombre de paiements par seconde) ; ce débit n'y est limité que par la capacité et la vitesse de chaque nœud. Enfin, sur le Lightning Network il faut moins d'une minute pour régler une transaction, et souvent quelques millisecondes. En revanche, ils perdent en sécurité et doivent tous participer à un système de veille dit « tour de guet » visant à détecter et bloquer les fraudeurs.

## Fonctionnement

### La preuve de travail, méthode historique de consensus
La chaîne de blocs est une forme de mise en œuvre de la solution du « problème des généraux byzantins ». Ce problème mathématique consiste à s'assurer qu'un ensemble de composants informatiques fonctionnant de concert sache gérer des défaillances (ou malveillances) et arrive à produire un consensus. Le système doit pouvoir maintenir sa fiabilité dans le cas où une part des participants enverrait des informations erronées ou malveillantes, comme dans le cas d'une cryptomonnaie, pour contourner la vérification de la double dépense par les mineurs du réseau (la double dépense consiste à réaliser deux paiements simultanément : un vers soi-même et un autre vers une victime ; l'objectif est de voir le paiement vers la victime inscrit dans la chaîne de blocs suffisamment longtemps pour tromper la victime mais inscrit de sorte qu'il finisse par être entièrement remplacé par le paiement vers soi-même).
La méthode historique pour aboutir à ce type de consensus est « la preuve de travail » (proof of work). Cette méthode utilise un problème mathématique dont la solution permet de vérifier que le « mineur » a bien réalisé un travail. Le protocole utilise un système cryptographique fondé sur un système décentralisé de preuves : la résolution de la preuve nécessite une puissance de calcul informatique élevée, fournie par les mineurs. Les mineurs sont des entités dont le rôle est d'alimenter le réseau en puissance de calcul, pour permettre la mise à jour de la base de données décentralisée. Pour cette mise à jour, les mineurs doivent confirmer les nouveaux blocs en validant les données. Dans le cas du bitcoin et dans le cas d'ajout de blocs à la chaîne, il faut résoudre un problème de cryptographie par force brute pour pouvoir ajouter un nouveau bloc. Selon la « difficulté » de la chaîne au moment de la résolution, celle-ci peut nécessiter de répéter plusieurs centaines de milliards de fois la même opération. Dans le cas du bitcoin, un mineur est uniquement rémunéré pour son travail fourni s'il a été le premier à résoudre le problème cryptographique.
Une concurrence existe entre les mineurs pour l'ajout de nouveaux blocs, mais aussi une certaine solidarité. N'importe qui peut prêter sa puissance de calcul pour miner, mais plus les mineurs sont nombreux plus la « difficulté » est élevée et plus la résolution du problème cryptographique est difficile. Réciproquement, si des mineurs arrêtent de miner, la difficulté diminue. Le protocole peut devenir quasi-inviolable dès lors qu'aucun groupement de mineurs ne devient majoritaire (empêchant ainsi l'attaque des 51 %).
Parmi les écueils associés à cette méthode figurent : le temps de latence nécessaire pour valider une transaction et le gain décroissant des mineurs. La consommation importante d'énergie liée à cette méthode est aussi pointée. Face à ces constats, la communauté « blockchain » débat de l'utilisation de méthodes de consensus qui ne seraient plus la preuve de travail mais par exemple la preuve de participation.

### Autres méthodes de consensus
Plusieurs entités utilisent d'autres méthodes de consensus. Ainsi, la cryptomonnaie Peercoin utilise un mélange entre la « preuve de travail » (proof of work) et la « preuve de participation » (proof of stake), c'est-à-dire qu'elle adapte la difficulté du travail en fonction de la « part » de chacun des nœuds. La « participation » étant définie comme le produit du nombre de peercoins détenus et de l'âge de chacun de ces nœuds. Plus la participation est élevée, plus la difficulté de la fonction de hachage est réduite (le hachage permet de réduire un ensemble de données par un procédé cryptographique. Il régit le système proof-of-work. Les hashs sont simples à vérifier mais très difficiles à résoudre) ; ceci réduit mécaniquement la consommation d'énergie des algorithmes de minage (SCRYPT ou SHA-256) nécessaires à la création de monnaie.
Ethereum, qui utilisait la méthode de « la preuve du travail », a finalement migré vers la preuve de participation en 2022.
Le Burstcoin utilise, lui, une preuve de stockage (PoC, proof of capacity), où des disques durs stockent des « tracés », dont la présence est prouvée en y accédant. Ce protocole se distingue par sa faible consommation électrique.

### Gouvernance
Il est important de noter que la notion de Loi dans les blockchains ne doit pas être comprise au sens des lois législatives (votées par un parlement d'une nation par exemple), mais d'une loi interne au processus de la blockchain, géré par la gouvernance de cette blockchain. La phrase usuelle Code is law régulièrement utilisée comme règle de gouvernance des blockchains ne se réfère donc pas aux lois nationales ou internationales, mais uniquement aux « règles de gouvernance » édictées et applicables à la Blockchain. Dans ce cas, ces lois ne sont souvent que des codes et algorithmes informatiques, afin que les règles édictées puissent être vérifiées par les mineurs lors des sessions de vérification des transactions. Toute transaction qui respecte les codes est acceptée dans la blockchain, sinon, la modification est rejetée, sans intervention humaine de la gouvernance (sauf exception).
Plusieurs modes de gouvernance sont possibles :
- Un mode « ouvert » (tout le monde peut lire et écrire les registres de la chaîne). Dans ce cas, en règle générale, la loi applicable à la chaîne est la loi (code algorithmique) désignée par les parties.
- Un mode « semi-fermé » (seul un organisme central peut écrire, mais l'accès en lecture est plus libre). Cela peut être utilisé pour les fonctions dévolues aux États (cadastres…) ou aux institutions gérant une donnée sécurisée (traçabilité alimentaire…). Dans ce cas, les règles sont plus libres, l'organisme central ayant la main sur les aspects techniques de validation de la Blockchain.
- un mode fermé (seul un organisme central peut écrire, personne ne peut lire sauf cet organisme). Dans ce cas, l'intérêt réside dans la robustesse théorique et la traçabilité du processus, qui n'a pas besoin d'être (ou ne doit pas être) public, mais qui a besoin de cette sécurité. À noter que dans ce cas, il reste vulnérable à une attaque des 51 %, du fait de la non-décentralisation, et de la non-publication.

Une gouvernance ouverte ne signifie pas pour autant une absence de gouvernance. Dans le cas du Bitcoin, qui représente 50 % de la totalité de la valeur des cryptomonnaies en circulation au 18 août 2018, la gouvernance est assurée par la communauté, de manière décentralisée. La décentralisation est un apport majeur de la blockchain et par ricochet, des crypto-monnaies. Il y a un wiki (ouvert en 2010, qui contient plus de 1 500 pages au 18 août 2018), des forums de discussion IRC consacrés à la gouvernance, à la technique, etc., et même un protocole d'urgence en cas de piratage ou de bug avéré. Bien sûr, ce qui est disponible pour le Bitcoin n'est pas forcément disponible ou applicable pour les autres cryptomonnaies, en particulier les plus récentes et/ou les plus confidentielles.

### Organisation
Les chercheurs en sciences de gestion étudient le rôle des chaînes de blocs pour soutenir les différentes formes de collaboration. Les chaînes de blocs peuvent favoriser à la fois la coopération (c'est-à-dire la prévention des comportements opportunistes) et la coordination (c'est-à-dire la communication et le partage d'information). Grâce à la fiabilité, la transparence, la traçabilité des enregistrements et l'immuabilité de l'information, les chaînes de blocs facilitent la collaboration d'une manière qui diffère à la fois de l'utilisation traditionnelle des contrats et des normes relationnelles. Contrairement aux contrats, les chaînes de blocs ne s'appuient pas directement sur le système juridique pour faire respecter les accords. En outre, contrairement à l'utilisation de normes relationnelles, les chaînes de blocs ne nécessitent pas de confiance ou de relations directes entre collaborateurs.

### Transactions
Dans l'univers des blockchains, on appelle « transaction » toute opération consistant à modifier l'état de la blockchain, et donc à ajouter de nouvelles données qu'elle stockera de façon irréversible. Il peut s'agir :
- d'échanges entre les utilisateurs (un utilisateur A envoie x jetons à un utilisateur B) ;
- d'exécutions d'opérations par un smart contract (ex : exécution d'un smart contract sur la blockchain Ethereum), sur demande d'un utilisateur ou d'un autre smart contract.

Originellement, avec le réseau Bitcoin, les transactions n'étaient que du premier type puisqu'il était seulement possible d'envoyer une quantité de jetons « bitcoins » à une autre adresse. Le terme « transaction » a donc maintenant une acception beaucoup plus large et se rapproche davantage du concept de transaction informatique, qui consiste à interagir avec une base de données (pour écrire, modifier ou lire des données).

### Blocs
Les différentes transactions enregistrées sont regroupées dans des blocs. Après avoir enregistré les transactions récentes, un nouveau bloc est généré et toutes les transactions vont être validées par les mineurs, qui vont analyser l'historique complet de la chaîne de blocs. Si le bloc est valide, il est horodaté et ajouté à la chaîne de blocs. Les transactions qu'il contient sont alors visibles dans l'ensemble du réseau. Une fois ajouté à la chaîne, un bloc ne peut plus être ni modifié ni supprimé (théoriquement), ce qui garantit l'authenticité et la sécurité du réseau.
Chaque bloc de la chaîne est constitué des éléments suivants :
- plusieurs transactions ;
- une somme de contrôle (« hash »), utilisée comme identifiant ;
- la somme de contrôle du bloc précédent (à l'exception du premier bloc de la chaîne, appelé bloc de genèse) ;
- une mesure de la quantité de travail qui a été nécessaire pour produire le bloc. Celle-ci est définie par la méthode de consensus utilisée au sein de la chaîne, telle que la « preuve de travail », ou « preuve de participation »[149].

### Adresses
Dans une blockchain, chaque utilisateur possède un portefeuille, représenté par une adresse publique (une « clé publique »). Celle-ci peut être comparée à l'adresse d'un compte bancaire, qui permet à n'importe qui d'y envoyer des fonds via un virement.
Le propriétaire d'une adresse peut manipuler celle-ci à travers l'utilisation de sa clé privée, elle-même généralement dérivée d'une phrase mnémotechnique (suite de plusieurs mots, aussi appelée « seed phrase », dépendant de l'algorithme utilisé).
Par exemple, sur la blockchain Ethereum, l'adresse « 0x8F3e32453A32C412D2ff51C3b4A25Db618469842 » peut être manipulée par son propriétaire grâce à l'utilisation de la seed phrase suivante : crime guard diary maple around goat prepare affair equip gun wasp evidence, ou encore de la clé privée « 0xef1a0ca2d3de28e2945f76eb314d90d564e3bb232f833bbe846629e5e6856c73 ».

### Smart contracts
Depuis 2015, l’idée d’enregistrer directement dans la blockchain les métadonnées d’une œuvre (identifiants, auteur·rices, pourcentages de répartition, codes ISRC/ISWC, etc.) afin d’automatiser la collecte et la redistribution des redevances fait l’objet d’expérimentations dans l’industrie musicale,(Magaudda 2019 ; Berklee/Rethink Music 2015). Le procédé repose sur des smart contracts : à chaque utilisation d’un morceau (streaming, synchro, téléchargement), le contrat déclenche le versement des sommes dues aux ayants droit, sans intervention d’un intermédiaire comptable. L’expérience la plus médiatisée reste la mise en vente du titre Tiny Human par Imogen Heap via Ujo Music, qui préfigurait son projet Mycelia / Creative Passport. Les travaux en science and technology studies soulignent toutefois les défis sociotechniques : standardiser les catalogues existants, convaincre labels et plateformes de streaming d’adopter un registre commun, et éviter que la tokenisation des droits ne se traduise par une simple financiarisation supplémentaire plutôt que par un réel rééquilibrage en faveur des artistes,.

## Applications

### Cryptomonnaie
L'application emblématique de cette technologie est le système de cryptomonnaies (aussi appelé crypto-actif dans le contexte réglementaire européen). De ces systèmes, le plus médiatiquement promu est le bitcoin mais de nombreux autres crypto-actifs existent comme Ether, Monero et les milliers d'autres plus ou moins confidentiels.
En termes de financement participatif, ces cryptomonnaies ont permis la mise en place d'ICO (Initial Coin Offering), qui permet des levées des fonds extrêmement rapides.

### Applications envisagées
Au-delà de son aspect monétaire, cette technologie de stockage d'information pourrait avoir de multiples applications (à condition qu'un algorithme de consensus sécurisé ne faisant pas l'usage de cryptomonnaie soit trouvé)[réf. nécessaire], comme :

#### Applications assurantielles et financières envisagées
- Des applications exploitant les contrats intelligents, permettant d'échanger toutes sortes de biens ou de services[154] ;
- Des moyens de réduire les coûts de paiement et les coûts de transaction[140]. Les banques internationales ont fait des annonces en 2015 sur ces sujets. Vingt-cinq d'entre elles ont par exemple signé un partenariat avec une société américaine R3 pour l'utilisation de blockchains dans les marchés financiers[155]. Citibank a également annoncé son souhait d'émettre sa propre cryptomonnaie, le Citicoin[156]. De même, en avril 2015, la banque UBS a ouvert à Londres son propre laboratoire de recherche voué à l'étude de la technologie blockchain et à ses applications dans le domaine financier[157]. À travers ces recherches et ces consortiums, les banques espèrent mettre en place une technologie basée sur la blockchain qui deviendra une référence au sein du domaine bancaire. En effet, le consortium ou la banque qui parviendra le premier à sortir une technologie éprouvée sera à même de facturer son propre service auprès des autres acteurs du domaine financier[158] ;
  - Des système EDI automobile basé sur la Blockchain : Décrit par Rahul Guhathakurta, dans « The Age of Blockchain » le concept d'un système EDI automobile basé sur la Blockchain a pour objectif d'améliorer la transparence de la chaîne logistique et de lutter contre la fraude et la contrefaçon. L'alliance de l'EDI et de la Blockchain permet une relation authentifiée entre le constructeur automobile, le fabricant d'équipement d'origine, OEM (Original Equipment Manufacturer), et le concessionnaire automobile. Chaque transaction EDI (ASN ou DESADV) vérifie dans une Blockchain l'authenticité des OEM expédiés.
  - Solution de partage de communication EDI BtoB : Parmi les travaux présentés à la FIATA (Fédération internationale des associations de transitaires) en 2019, une plateforme de partage de données EDI alimentée par une Blockchain. Le message EDI n'est plus transmis point à point, mais transmis à un réseau de partenaires authentifiés inclus dans une Blockchain. Cette solution permet une diffusion immédiate et simultanée d'une information sécurisée, véridique à tous les tiers habilités. En ce qui concerne le commerce international, les transitaires, logisticiens, transporteurs, assureurs, douanes, exportateurs, importateurs partagent tous une seule et même information authentifiée. Cela permet d'accélérer et sécuriser les transactions financières liées à l'opération.
  - Les travaux de normalisation de GS1 : Pour faciliter l'adoption de la Blockchain par les entreprises et le partage des informations stockées, catalogues produits, traçabilité des origines des produits, événements logistiques, GS1 travaille à promouvoir les normes GS1, ISO, EPCIS (Electronic Product Code Information Services) auprès de la communauté Blockchain[159],[160],[161],[162],[163].
- Des moyens d'améliorer leurs systèmes prédictifs dits « d'oracles », pour les assurances notamment[164] ;
- Le développement d'assurance peer-to-peers[165] ;

##### Financement participatif des œuvres musicales
La blockchain a ouvert de nouvelles possibilités pour aider les artistes à financer leur musique. L’un des modèles les plus innovants est celui de l’Initial Song Offering (ISO), inspiré des levées de fonds en cryptomonnaie. Ce système permet à un artiste de vendre à ses fans une part des droits d’un morceau avant même qu’il ne sorte. Ces parts sont enregistrées sur la blockchain, et chaque fois que la chanson rapporte de l’argent (via le streaming ou les ventes), les fans reçoivent automatiquement leur part grâce à des programmes appelés smart contracts.
Un bon exemple est la plateforme américaine Vezt, lancée en 2017. Elle a permis au producteur Chuck Inglish de vendre des parts de ses chansons Wear My Hat et Gees à ses fans. L’opération a rapporté plus de 8 000 dollars en moins d’un mois. Ce modèle donne donc aux fans un vrai rôle : ils deviennent co-propriétaires et gagnent de l’argent si la chanson marche bien. Des projets similaires ont vu le jour dans d’autres régions, comme Sonarverse en Afrique, qui propose aux artistes indépendants d'émettre des « parts numériques » de leurs morceaux via une blockchain locale et d’impliquer directement les communautés dans le succès d’un titre.
Mais ce type de financement pose aussi des questions. Certaines plateformes, comme eMusic, ont dû limiter l’accès à certains pays ou demander une vérification d’identité pour éviter les problèmes juridiques. D’autres s’inquiètent du fait que la musique devienne un simple produit financier : au lieu d’écouter une chanson pour le plaisir, certains pourraient n’y voir qu’un investissement.

#### Applications industrielles envisagées
- La traçabilité des produits de la chaîne alimentaire : En 2018, Carrefour en collaboration avec IBM, a lancé le ‘poulet transparent' d'Auvergne avec un système de blockchain qui détaillait l'ensemble de la chaîne d'approvisionnement[166],[167],[168].
- La traçabilité des produits du luxe : En 2021, LVMH lance Aura Blockchain Consortium, projet dans l'objectif de garantir une certification produit, garantissant l'authenticité et la traçabilité pour les clients et les marques partenaires. Cette technologie associe un identifiant produit à un identifiant client, pour permettre de lutter contre les produits contrefaits.

#### Administration
La technologie est développée au Ghana par l'ONG Bitland pour créer un cadastre virtuel. Un projet similaire avait été envisagé un temps au Honduras mais n'avait finalement pas abouti. La Géorgie a également annoncé une expérimentation de cadastre sur la blockchain en partenariat avec la start-up bitcoin BitFury, de même que la Suède avec la start-up ChromaWay.
Le groupe industriel General Electric a choisi d'investir dans une start-up baptisée Xage qui exploite la blockchain pour créer des empreintes numériques des machines industrielles et ainsi identifier et sécuriser chaque machine d'un réseau électrique.
En Europe, la technologie blockchain est envisagée pour des applications notariales, de gestion des diplômes ou de l'identité numérique.

#### Promesses et récits de la blockchain pour la musique numérique
Dans les discours industriels et médiatiques, la blockchain est associée à cinq promesses majeures destinées à transformer l’économie musicale :
1. Paiement instantané et fractionné des royalties grâce aux smart contracts[36] ;
2. Base de données mondiale des ayants droit, envisagée comme alternative à l’échec de la Global Repertoire Database[36] ;
3. Transparence totale des transactions afin de réduire le nombre d’intermédiaires[36] ;
4. Financement participatif tokenisé offrant aux fans la possibilité de détenir une part des revenus futurs d’un morceau[36] ;
5. Antipiratage automatisé via le contrôle d’accès aux fichiers audio[36].

Ces récits sont portés autant par des start-ups (Ujo Music, Choon, Bittunes…) que par des sociétés établies ; Cependant, selon les analyses STS, ces idées relèvent surtout d’un discours ambitieux sur le futur, mais elles ne sont pas encore appliquées largement dans la réalité,. Pour certains observateurs, l’émergence d’un standard commun pourrait néanmoins, à terme, réduire les frais de collecte et augmenter la part des artistes dans les revenus du streaming

#### Plateformes de distribution musicales
Plusieurs start-up ont cherché à transformer ces concepts en services concrets:
- Mycelia / Creative Passport (depuis 2016)[176] – registre décentralisé dédié à l’identité numérique des créateurs et aux métadonnées des œuvres ;
- Choon (2018-2020)[177] – plateforme de streaming rémunérant directement les artistes en jetons « NOTES », arrêtée faute de financement ;
- Bittunes (2014-2021)[178] – marché pair-à-pair de téléchargement, adossé au réseau Bitcoin ;
- Vezt (depuis 2017)[179] – application permettant aux fans d’acheter une fraction des royalties d’un titre (« Initial Song Offering ») ;
- Mediachain (2016-2017)[180] – base de données ouverte de métadonnées, rachetée par Spotify pour améliorer l’attribution des œuvres ;
- Audius (depuis 2019)[181] – service de streaming gratuit géré par une organisation autonome décentralisée (DAO) et revendiquant plusieurs millions d’utilisateurs mensuels.

Ces initiatives visent toutes à réduire le nombre d’intermédiaires et à renforcer la traçabilité des usages musicaux. Les analyses STS rappellent cependant que leur adoption dépend d’abord de leur capacité à s’articuler aux chaînes de valeur existantes (organismes de gestion collective, labels, distributeurs numériques) et à résoudre les problèmes d’interopérabilité des métadonnées plutôt que de leurs seules qualités techniques.

### Blockchain, ville durable et smartcity

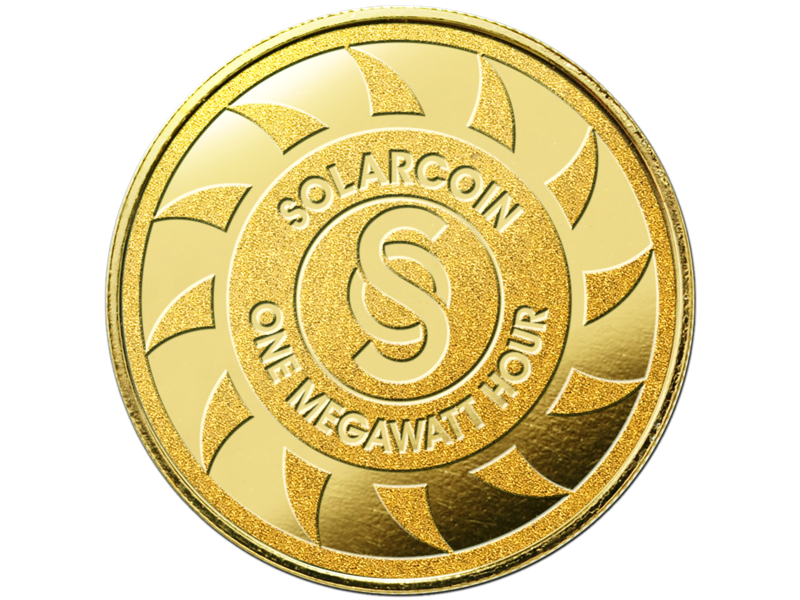
Le SolarCoin : cryptomonnaie inventée pour encourager la production d'électricité photovoltaïque. Sa blockchain, initialement basée sur la preuve de travail, a été convertie à la preuve d'enjeu (bien moins énergivore).

La Blockchain est souvent mise en avant dans les smartcities, notamment pour la gestion des flux et des factures d'énergie et en particulier des énergies intermittentes renouvelables (solaire, éolien, avec des blockchains testées dans des projets participatifs, dont l'un basé sur l'Ethereum, voir des cryptomonnaies dédiées telles que SolarCoin, Gruenstromjeton, NRGCoin). En 2017, Wien Energie, le service énergie de Vienne, testait une blockchain pour gérer les échanges d'énergie sur le marché ; mais selon Andrew Collinge (chef du service Smart Cities de l'Autorité du Grand Londres), les dirigeants municipaux doivent « mieux se préparer aux implications de technologies telles que la blockchain ; même s'ils peuvent avoir une compréhension de haut niveau de la technologie, il n'y a généralement « aucune compréhension » de l'impact qu'elle pourrait avoir pour le gouvernement et les communautés qu'il dessert. Cela doit absolument changer […] Il est urgent que les services publics, et le leadership de ces services publics, soient capables d'anticiper la technologie et les modèles économiques perturbés qu'elle crée ; et qu'elle peut y répondre en énonçant les principales revendications ».

## Identification, traçabilité et dérives possibles
Dès les premières années, des experts mettent en garde contre une possible sur-utilisation des blockchains (très consommatrices de ressources numériques et énergétiques). Par exemple, en 2018, le National Institute of Standards and Technology (États-Unis) présente un rapport indiquant que de nombreux problèmes restent mieux résolus avec des bases de données ou de simples emails.
La technologie blockchain est à double tranchant : 
1. elle peut sécuriser des informations personnelles et certaines transactions, au profit de la protection de la vie privée. Elle a été promue comme permettant de conserver certaines données entre les « mains de leurs utilisateurs » plutôt que d'une tierce partie[184],[185] ; elle permet de contourner la censure des systèmes centralisés comme Google/ Youtube[186]. Par exemple, les navigateurs brave[187] cofondé par Brendan Eich ou dissenter[188], ou la plateforme de vidéos Verasity[189]. La blockchain a été testée pour lutter contre la contrefaçon de biens physiques (ex : traçabilité de bois exotiques souvent issus de la déforestation illégale[190],[191] et de bouteilles de vin[10], qu'en matière d'identification des personnes physiques[192]).
2. elle peut inversement être aussi utilisée contre le bien commun : elle a rapidement servi à sécuriser des activités illégales et/ou criminelles « y compris, mais sans s'y limiter, la fraude, le blanchiment d'argent, les attaques par rançongiciel, le trafic d'armes et de drogues, les cyberattaques, le vol d'identité et les escroqueries... » comme la confirmé une récente (2024) revue d'études (publiées de 2015 à 2023 sur le sujet)[193], alors qu'en 2020, certains proposent d'associer l'identitée numérique[194] et les données biométriques à la blockchain[195],[196],[197].

Ce qui est sécurisé est le caractère stable de chaque bloc, et la conservation de la chaine (tant que l'Internet et le cloud fonctionneront). Mais la blockchain peut être attaquée,,,,. Le système de blockchain, en outre, n'offre en soi aucune sécurité contre l'insertion illégale de données ou de donnée empoisonnée dans ces blocs. Diverses contre-mesures, incluant le « Détecteur d'Intrusion Léger » (« Lightweight Intrusion Detector ») et certains algorithmes de consensus ; pouvant éventuellement être combinées, sont étudiées contre ce type d'insertion illégale, mais elles ont un coût, et pourraient être contournées, notamment par des attaques (co)pilotées par une Intelligence artificielle. Les attaques se sont sophistiquées, avec par exemple l'« Eclipse Attack » où l'attaquant prend le contrôle des connexions réseau d'un nœud spécifique d'une blockchain, qu'il isole du reste du réseau pour en manipuler les informations que ce nœud reçoit et/ou envoie. Cette attaque peut viser à simplement perturber le fonctionnement du nœud, ou elle peut utiliser le nœud en mode Trojan, pour des attaques plus complexes de type attaques de double dépense par exemple.

## Initiatives à travers le monde

### En Europe
Le Parlement européen a validé en mai 2016 la création d'un groupe de travail chargé de surveiller la blockchain et les crypto-monnaies. Ce groupe sera piloté par la Commission européenne, il a pour objectif de surveiller ces technologies et recommander des mesures législatives. Le 1er février 2018 la Commission européenne lance, avec le soutien du Parlement européen, l'Observatoire-forum des chaînes de blocs de l'UE. Ses missions sont de mettre en lumière les grandes évolutions de la technologie des chaînes de blocs, d'encourager les acteurs européens dans ce secteur et d'aider à renforcer l'engagement européen auprès de plusieurs parties prenantes actives dans ce domaine.
En février 2023 est lancé le bac à sable réglementaire européen pour la chaîne de blocs.
Le partenariat européen sur la chaîne de blocs prévoit une installation qui réunit des régulateurs, des entreprises et des experts technologiques pour tester, avec sécurité, des solutions innovantes et identifier les obstacles à leur déploiement en coopération avec la Commission européenne. Cette installation est dite « bac à sable ». C'est un environnement sécurisé devant permettre aux entreprises de tester leurs produits et leurs services en dialoguant avec les régulateurs concernés, notamment et par exemple concernant la portabilité des données, la sécurité des espaces de données interentreprises, des contrats intelligents et de l'identité numérique. Les secteurs concernés sont ceux de la finance, mais incluent aussi la santé, l'environnement, la mobilité et l'énergie. 
Ce bac à sable (en anglais  sandbox) perdurera de 2023 à 2026 au moins, avec 20 premiers projets pour 2023. Il fait partie de l'Europe numérique (en anglais: digital Europe). Les intervenants de ce bac à sable réglementaire sont un consortium d'experts juridiques de Bird & Bird et son bras de conseil OXYGY, et les experts de la chaîne de blocs Warren Brandeis et les concepteurs web de Spindox, à la suite de l' appel d'offres de 2022.
L'EBSI (acronyme anglais de European Blockchain Services Infrastructure) est une initiative (2018) de la Commission européenne visant, dans le cadre d'un Partenariat Européen pour la Blockchain (EBP), à améliorer la sécurité, la transparence et l'efficacité des services publics via la blockchain lorsque possible. L'EBSI doit faciliter l'interopérabilité entre les systèmes de blockchain utilisés par les États membres.

### En France
En décembre 2015, la Caisse des dépôts et consignations a lancé une initiative avec de grands acteurs financiers, institutionnels et start-ups du secteur (dont Allianz, BNP Paribas, BPCE, Crédit agricole, AXA, CNP Assurances, Croissance Plus, Blockchain Solutions, Paymium et Ledger) pour tester des cas d'usage.
Le gouvernement a lancé des consultations sur un cadre dérogatoire permettant d'expérimenter la chaîne de blocs sur les bons de caisse puis le ministre de l'Économie, de l'Industrie et du Numérique a annoncé le 29 mars 2016 une adaptation de la réglementation de la chaîne de blocs au marché des bons de caisse. Malgré « l'engouement planétaire » tel que le décrit le magazine L'Expansion, en 2016, la France semble timide face au principe de la chaîne de blocs.
En juin 2016, plusieurs députés français ont proposé deux amendements qui font référence à la chaîne de blocs auprès du Parlement français, dans le cadre de la loi Sapin sur la transparence financière et la lutte contre la corruption, mais ceux-ci ont été rejetés. Le gouvernement lui-même a déposé un amendement relatif aux titres non cotés qui a été, lui, accepté.
Fin 2017, le conseil des ministres a adopté une ordonnance facilitant la transmission de certains titres financiers non cotés au moyen de la technologie de la chaîne de blocs, une première en Europe selon Bercy. La modification du code monétaire et financier ouvre la possibilité d'une sécurisation juridique du développement de la technologie et de l'usage de la chaîne de bloc sous la dénomination « dispositif d'enregistrement électronique partagé ».
Début 2018, l'Assemblée nationale a créé une mission d'information sur la chaîne de blocs, regroupant 17 députés (LREM pour la plupart) venant de trois commissions permanentes (affaires économiques, lois et finances) ; le président en est Julien Aubert et Jean-Michel Mis et Laure de la Raudière sont corapporteurs. C'est une initiative de Laure de La Raudière qui en 2017 a proposé deux amendements qui auraient pu autoriser le Quai d'Orsay à expérimenter la chaîne de blocs pour la dématérialisation des actes d'état civil, et qui en 2016 avait - avec une dizaine d'autres parlementaires - souhaité donner une valeur probante aux enregistrements de transactions authentifiés par cette même chaîne de blocs. Cette mission inclut Paula Forteza (présidente du groupes d'études « Internet et société numérique » et ex-rapporteuse du groupe de travail « démocratie numérique »), ainsi que Éric Bothorel qui pilote le groupe parlementaire Économie numérique de la donnée, de la connaissance et de l'IA à l'Assemblée nationale.
Cette mission bénéficie depuis mars 2018 de l'appui de l'Office Parlementaire d'évaluation des choix scientifiques et technologiques, qui a constitué une mission courte sur les enjeux scientifiques et technologiques des chaînes de blocs dont les rapporteurs sont les députés Valéria Faure-Muntian (LREM) et Claude de Ganay (LR), et le sénateur Ronan Le Gleut (LR),.
Un des aboutissements de ces missions parlementaires est le projet de loi PACTE qui inclut des dispositions relatives à la blockchain, texte voté en première lecture par l'Assemblée Nationale le 9 octobre 2018 et transmis au Sénat.
En septembre 2018, l'artiste Richard Texier crée la première œuvre d'art adossée à une chaîne de blocs. Pour la première fois depuis l'invention du système, Elastochain code un concept artistique (l'Elastogenèse) sur Ethereum, dans l'intention d'unir art et technologie.
En France, le concept juridique de dispositif d’enregistrement électronique partagé correspond à l'autorisation de l'utilisation de chaine de blocs pour des usages précisés (bons ou registre des actionnaires).

### En Belgique
En Wallonie, la société Block0 développe plusieurs projets utilisant la blockchain. En mars 2020, elle reçoit le premier prix du concours Blockchers (organisé dans le cadre du programme européen H2020) pour sa solution permettant de suivre les conditions de transport du chocolat à l'aide d'une blockchain et de capteurs IoT,.
En collaboration avec la Société internationale d'importation (SIIM) et le Comité de Liaison Europe-Afrique-Caraïbes-Pacifique (Coleacp), elle développe la même année un système permettant de tracer les mangues à la pièce, via un code QR, depuis le producteur en Côte d'Ivoire, jusqu'au consommateur en Europe.
Dans le cadre d'une autre projet H2020, elle met au point une solution permettant aux consommateurs de recevoir des informations de traçabilité supportées par la blockchain, et aux producteurs d'améliorer leur communication au sujet de leur éthique de production.
En septembre 2021, Block0 devient la première entreprise belge à valider des blocs (corporate baker) pour la blockchain Tezos,. Une autre société belge, BE Blockchain, devient également validatrice en avril 2022.
En mars 2021, Block0 et BE Blockchain, ainsi que d'autres entreprises et acteurs du monde académique fondent Walchain, un groupement qui vise à promouvoir la blockchain en Wallonie, notamment à travers des actions de sensibilisation, de formation, et de soutien aux projets,,,,.

### En Allemagne
Le 28 juin 2017, la Landesbank Baden-Württemberg (LBBW) et le constructeur automobile Daimler AG annoncent avoir utilisé pour la première fois la technologie blockchain pour exécuter une transaction financière.

### En Espagne
La banque BBVA étudie l'utilisation de la blockchain dans le cas des imports/exports entre l'Amérique et l'Europe.

### En Suisse
Le canton de Genève mène un projet pilote pour la délivrance d'extraits électroniques du Registre du commerce avec l'Ethereum et dans le négoce des matières premières dans un partenariat public-privé. La ville de Zoug mène également un projet pilote pour développer une identité numérique auprès de sa population.

### Aux Pays-Bas
Développement de projets collaboratifs régionaux (participation de Oskar van Deventer).

### En Estonie
L'État a créé un système de e-résident fonctionnant avec la technologie blockchain.

### Au Canada
Dans la province canadienne du Québec, la firme comptable Raymond Chabot Grant Thornton a annoncé en juillet 2017 le lancement, de catallaxy, un centre d'expertise portant sur la technologie blockchain (Bitcoin principalement) avec les experts du domaine, Jonathan Hamel, Francis Pouliot et Vincent Gauthier.

### En Asie
En Asie, un consortium réunissant l'Autorité monétaire de Singapour (MAS) et huit autres banques a été formé en novembre 2016 pour un projet pilote ayant pour but de mettre en place une plateforme reposant sur ce type de registre de transactions numérique décentralisé. Dans un premier temps, des banques pourront acheter une monnaie virtuelle sous le contrôle de la MAS. Cette monnaie pourra ensuite être utilisée soit pour des paiements interbancaires soit pour être échangée pour une monnaie réelle et non plus virtuelle. Une seconde phase prévoit d'inclure des transactions en devises étrangères.

### En Chine
La Chine a construit une plate-forme qui vise à faciliter le déploiement de la technologie blockchain pour les entreprises. C'est ce qu'on appelle le réseau de services basé sur la blockchain

### En Australie
La société Lumachain, créée par Jamila Gordon, fournit un logiciel utilisant les techniques blockchain et de vision par ordinateur pour la gestion des approvisionnements dans l'industrie alimentaire.

### En Israël
En 2017, la société israélienne Zim a mené une expérience de connaissement (Bill of Lading) numérique en utilisant la blockchain,.

#### Bandes dessinées documentaires
- Oliver Bossard (scénario) et Maud Rivère (dessin et couleur), La grande aventure du bitcoin et de la blockchain, Paris, Delcourt, coll. « Octopus », 2022, 114 p. (ISBN 978-2-413-04756-8, ISSN 2554-4063, OCLC 1351709692, BNF 47109013, SUDOC 264869923, présentation en ligne).